# EuroBasket de 2017
O EuroBasket 2017 também conhecido como FIBA Campeonato Europeu de 2017 foi a quadragésima edição do torneio continental organizado pela FIBA Europa.

## Escolha das sedes
Seguindo sucesso apurado na realização do EuroBasket 2015 quando pela primeira vez o evento foi realizado em múltiplos países (Alemanha, Croácia, França e Letônia), a FIBA Europa em assembleia realizada em Munique, Alemanha decidiu que o evento novamente seria distribuído por quatro países desta vez: Finlândia, Israel, Roménia e Turquia.

### Sedes
| Istambul           | Istambul Helsinque Tel Aviv Cluj-NapocaEuroBasket de 2017 (Europa) | Istambul Helsinque Tel Aviv Cluj-NapocaEuroBasket de 2017 (Europa) |
| Sinan Erdem Dome   | Istambul Helsinque Tel Aviv Cluj-NapocaEuroBasket de 2017 (Europa) | Istambul Helsinque Tel Aviv Cluj-NapocaEuroBasket de 2017 (Europa) |
| Capacidade: 16.000 | Istambul Helsinque Tel Aviv Cluj-NapocaEuroBasket de 2017 (Europa) | Istambul Helsinque Tel Aviv Cluj-NapocaEuroBasket de 2017 (Europa) |
|                    | Istambul Helsinque Tel Aviv Cluj-NapocaEuroBasket de 2017 (Europa) | Istambul Helsinque Tel Aviv Cluj-NapocaEuroBasket de 2017 (Europa) |
| Istambul           | Istambul Helsinque Tel Aviv Cluj-NapocaEuroBasket de 2017 (Europa) | Istambul Helsinque Tel Aviv Cluj-NapocaEuroBasket de 2017 (Europa) |
| Abdi İpekçi Arena  | Istambul Helsinque Tel Aviv Cluj-NapocaEuroBasket de 2017 (Europa) | Istambul Helsinque Tel Aviv Cluj-NapocaEuroBasket de 2017 (Europa) |
| Capacidade: 12.270 | Istambul Helsinque Tel Aviv Cluj-NapocaEuroBasket de 2017 (Europa) | Istambul Helsinque Tel Aviv Cluj-NapocaEuroBasket de 2017 (Europa) |
|                    | Istambul Helsinque Tel Aviv Cluj-NapocaEuroBasket de 2017 (Europa) | Istambul Helsinque Tel Aviv Cluj-NapocaEuroBasket de 2017 (Europa) |
| Helsínquia         | Tel Aviv                                                           | Cluj-Napoca                                                        |
| Hartwall Arena     | Menora Mivtachim Arena                                             | Polyvalent Hall                                                    |
| Capacidade: 14.000 | Capacidade: 10.383                                                 | Capacidade: 7.308                                                  |
|                    |                                                                    |                                                                    |

## Países Participantes
| Equipe       | Classificação                             | Data da Classificação  | Presenças | Última presença |
| ------------ | ----------------------------------------- | ---------------------- | --------- | --------------- |
| Turquia      | País Sede                                 | 11 de dezembro de 2015 | 23        | 2015            |
| Roménia      | País Sede                                 | 11 de dezembro de 2015 | 18        | 1987            |
| Finlândia    | País Sede                                 | 11 de dezembro de 2015 | 14        | 2015            |
| Israel       | País Sede                                 | 11 de dezembro de 2015 | 29        | 2015            |
| Espanha      | 1º no EuroBasket 2015                     | 20 de setembro de 2015 | 31        | 2015            |
| Lituânia     | 2º no EuroBasket 2015                     | 20 de setembro de 2015 | 14        | 2015            |
| França       | 3º no EuroBasket 2015                     | 20 de setembro de 2015 | 38        | 2015            |
| Sérvia       | 4º no EuroBasket 2015                     | 20 de setembro de 2015 | 12        | 2015            |
| Grécia       | 5º no EuroBasket 2015                     | 20 de setembro de 2015 | 26        | 2015            |
| Itália       | 6º no EuroBasket 2015                     | 20 de setembro de 2015 | 37        | 2015            |
| Chéquia      | 7º no EuroBasket 2015                     | 20 de setembro de 2015 | 5         | 2015            |
| Letônia      | 8º no EuroBasket 2015                     | 20 de setembro de 2015 | 14        | 2015            |
| Croácia      | 9º no EuroBasket 2015                     | 20 de setembro de 2015 | 13        | 2015            |
| Bélgica      | 1º Classificado Gr. A                     | 14 de setembro de 2016 | 17        | 2015            |
| Alemanha     | 1º Classificado Gr. B                     | 17 de setembro de 2016 | 24        | 2015            |
| Rússia       | 1º Classificado Gr. C                     | 10 de setembro de 2016 | 13        | 2015            |
| Polônia      | 1º Classificado Gr. D                     | 17 de setembro de 2016 | 24        | 2015            |
| Eslovênia    | 1º Classificado Gr. E                     | 14 de setembro de 2016 | 13        | 2015            |
| Geórgia      | 1º Classificado Gr. F                     | 17 de setembro de 2016 | 4         | 2015            |
| Hungria      | 1º Classificado Gr. G                     | 14 de setembro de 2016 | 15        | 1999            |
| Islândia     | Um dos quatro, segundo melhores colocados | 17 de setembro de 2016 | 2         | 2015            |
| Ucrânia      | Um dos quatro, segundo melhores colocados | 17 de setembro de 2016 | 8         | 2015            |
| Montenegro   | Um dos quatro, segundo melhores colocados | 14 de setembro de 2016 | 3         | 2013            |
| Grã Bretanha | Um dos quatro, segundo melhores colocados | 17 de setembro de 2016 | 4         | 2013            |

## Fase Preliminar

### Grupo A
| Pos. | Seleção   | Pts | J | V | D | PM  | PS  | Dif  | CD |
| ---- | --------- | --- | - | - | - | --- | --- | ---- | -- |
| 1    | Eslovênia | 10  | 5 | 5 | 0 | 446 | 384 | 62   |    |
| 2    | Finlândia | 9   | 5 | 4 | 1 | 426 | 408 | 18   |    |
| 3    | França    | 8   | 5 | 3 | 2 | 450 | 422 | 28   |    |
| 4    | Grécia    | 7   | 5 | 2 | 3 | 421 | 400 | 21   |    |
| 5    | Polônia   | 6   | 5 | 1 | 4 | 411 | 414 | -3   |    |
| 6    | Islândia  | 5   | 5 | 0 | 5 | 355 | 481 | -126 |    |

| 31 de agosto 13:45 | Relatório | Eslovênia                                       | 90–81 | Polônia                                                |  | Hartwall Arena, Helsínquia Árbitros: BRA Brasil C. Maranho SWE Suécia A. Kalpakas LAT Letônia A. Ozols |  |
| 31 de agosto 13:45 | Relatório | Placar por quarto: 24-22, 29-24, 21-12, 16-23   |       |                                                        |  | Hartwall Arena, Helsínquia Árbitros: BRA Brasil C. Maranho SWE Suécia A. Kalpakas LAT Letônia A. Ozols |  |
| 31 de agosto 13:45 | Relatório | Pts: Dragić 30 Rbts: Randolph 10 Asts: Dončić 6 |       | Pts: Ponitka 22 Rbts: M. Milosevic 7 Asts: Slaughter 6 |  | Hartwall Arena, Helsínquia Árbitros: BRA Brasil C. Maranho SWE Suécia A. Kalpakas LAT Letônia A. Ozols |  |

| 31 de agosto 16:30 | Relatório | Islândia                                               | 61–90 | Grécia                                             |  | Hartwall Arena, Helsínquia Árbitros: SRB Sérvia A. Glisic JPN Japão T. Kato BIH Bósnia e Herzegovina P. Obradovic |  |
| 31 de agosto 16:30 | Relatório | Placar por quarto: 10-26, 23-11, 12-24, 16-29          |       |                                                    |  | Hartwall Arena, Helsínquia Árbitros: SRB Sérvia A. Glisic JPN Japão T. Kato BIH Bósnia e Herzegovina P. Obradovic |  |
| 31 de agosto 16:30 | Relatório | Pts: Palsson 21 Rbts: Ermolinkij 4 Asts: Ermolinskij 5 |       | Pts: Pappas 20 Rbts: Bourousis 8 Asts: Bourousis 4 |  | Hartwall Arena, Helsínquia Árbitros: SRB Sérvia A. Glisic JPN Japão T. Kato BIH Bósnia e Herzegovina P. Obradovic |  |

| 31 de agosto 20:00 | Relatório | França                                                  | 84–86 | Finlândia                                           | OT | Hartwall Arena, Helsínquia Árbitros: ESP Espanha A Conde LAT Letônia M Kozlovskis TUR Turquia Z Yllmaz |  |
| 31 de agosto 20:00 | Relatório | Placar por quarto: 15-23, 18-9, 20-17, 19-23, OT: 12-14 |       |                                                     | OT | Hartwall Arena, Helsínquia Árbitros: ESP Espanha A Conde LAT Letônia M Kozlovskis TUR Turquia Z Yllmaz |  |
| 31 de agosto 20:00 | Relatório | Pts: Fournier 25 Rbts: Diaw 9 Asts: Diaw 3              |       | Pts: Markkanen 22 Rbts: Markkanen 7 Asts: Koponen 8 | OT | Hartwall Arena, Helsínquia Árbitros: ESP Espanha A Conde LAT Letônia M Kozlovskis TUR Turquia Z Yllmaz |  |

| 02 de setembro 13:45 | Relatório | Polônia                                             | 91–61 | Islândia                                                     |  | Hartwall Arena, Helsínquia Árbitros: BIH P Obradovic RUS A Davydov LAT M Kozlovskis |  |
| 02 de setembro 13:45 | Relatório | Placar por quarto: 16-14, 25-15, 19-8, 31-24        |       |                                                              |  | Hartwall Arena, Helsínquia Árbitros: BIH P Obradovic RUS A Davydov LAT M Kozlovskis |  |
| 02 de setembro 13:45 | Relatório | Pts: Waczyński 15 Rbts: Ponitka 10 Asts: Koszarek 5 |       | Pts: Vilhjalmsson 16 Rbts: Baeringsson 8 Asts: Fridriksson 3 |  | Hartwall Arena, Helsínquia Árbitros: BIH P Obradovic RUS A Davydov LAT M Kozlovskis |  |

| 02 de setembro 16:30 | Relatório | Grécia                                                  | 87–95 | França                                           |  | Hartwall Arena, Helsínquia Árbitros: BRA C Maranho ESP A Conde JPN T Kato |  |
| 02 de setembro 16:30 | Relatório | Placar por quarto: 15-27, 21-28, 21-20, 30-20           |       |                                                  |  | Hartwall Arena, Helsínquia Árbitros: BRA C Maranho ESP A Conde JPN T Kato |  |
| 02 de setembro 16:30 | Relatório | Pts: Printezis 22 Rbts: Antetokounmpo 6 Asts: Sloukas 7 |       | Pts: Fournier 21 Rbts: Lauvergne 11 Asts: Diaw 4 |  | Hartwall Arena, Helsínquia Árbitros: BRA C Maranho ESP A Conde JPN T Kato |  |

| 02 de setembro 20:00 | Relatório | Finlândia                                      | 78–81 | Eslovênia                                    |  | Hartwall Arena, Helsínquia Árbitros: SRB A Glisic SUE A Kalpakas TUR Y Yilmaz |  |
| 02 de setembro 20:00 | Relatório | Placar por quarto: 21-22, 22-30, 21-13, 15-16  |       |                                              |  | Hartwall Arena, Helsínquia Árbitros: SRB A Glisic SUE A Kalpakas TUR Y Yilmaz |  |
| 02 de setembro 20:00 | Relatório | Pts: Markkanen 22 Rbts: Huff 8 Asts: Koponen 9 |       | Pts: Dragić 29 Rbts: Dončić 8 Asts: Vidmar 6 |  | Hartwall Arena, Helsínquia Árbitros: SRB A Glisic SUE A Kalpakas TUR Y Yilmaz |  |

| 02 de setembro 20:00 | Relatório | Finlândia                                      | 78–81 | Eslovênia                                    |  | Hartwall Arena, Helsínquia Árbitros: SRB A Glisic SUE A Kalpakas TUR Y Yilmaz |  |
| 02 de setembro 20:00 | Relatório | Placar por quarto: 22-22, 20-30, 21-13, 15-16  |       |                                              |  | Hartwall Arena, Helsínquia Árbitros: SRB A Glisic SUE A Kalpakas TUR Y Yilmaz |  |
| 02 de setembro 20:00 | Relatório | Pts: Markkanen 22 Rbts: Huff 8 Asts: Koponen 9 |       | Pts: Dragić 29 Rbts: Dončić 8 Asts: Vidmar 6 |  | Hartwall Arena, Helsínquia Árbitros: SRB A Glisic SUE A Kalpakas TUR Y Yilmaz |  |

| 03 de setembro 13:45 | Relatório | França                                             | 115–79 | Islândia                                                   |  | Hartwall Arena, Helsínquia Árbitros: JPN T Kato SUE A Kalpakas LAT A Ozols |  |
| 03 de setembro 13:45 | Relatório | Placar por quarto: 29-25, 20-17, 37-14, 29-23      |        |                                                            |  | Hartwall Arena, Helsínquia Árbitros: JPN T Kato SUE A Kalpakas LAT A Ozols |  |
| 03 de setembro 13:45 | Relatório | Pts: de Colo 16 Rbts: Heurtel 6 Asts: Westermann 6 |        | Pts: Stefánsson 23 Rbts: Stefánsson 7 Asts: Vilhjalmsson 6 |  | Hartwall Arena, Helsínquia Árbitros: JPN T Kato SUE A Kalpakas LAT A Ozols |  |

| 3 de setembro 16:30 | Relatório | Eslovênia                                     | 78–72 | Grécia                                             |  | Hartwall Arena, Helsínquia Árbitros: BRA C. Maranho ESP A Conde LAT M Kozkovskis |  |
| 3 de setembro 16:30 | Relatório | Placar por quarto: 23-13, 12-17, 17-28, 26-14 |       |                                                    |  | Hartwall Arena, Helsínquia Árbitros: BRA C. Maranho ESP A Conde LAT M Kozkovskis |  |
| 3 de setembro 16:30 | Relatório | Pts: Dončić 22 Rbts: Vidmar 9 Asts: Dragić 4  |       | Pts: Sloukas 18 Rbts: Printezis 10 Asts: Sloukas 6 |  | Hartwall Arena, Helsínquia Árbitros: BRA C. Maranho ESP A Conde LAT M Kozkovskis |  |

| 03 de setembro 20:00 | Relatório | Finlândia                                                     | 90–87 | Polônia                                          | OT | Hartwall Arena, Helsínquia Árbitros: SRB A Glisic RUS A Davydov BIH P Obradovic |  |
| 03 de setembro 20:00 | Relatório | Placar por quarto: 18-8, 18-24, 16-20, 14-14, OT: 12-12, 12-9 |       |                                                  | OT | Hartwall Arena, Helsínquia Árbitros: SRB A Glisic RUS A Davydov BIH P Obradovic |  |
| 03 de setembro 20:00 | Relatório | Pts: Markkanen 27 Rbts: Markkanen 9 Asts: Koponen 7           |       | Pts: Waczyński 18 Rbts: Kulig 7 Asts: Koszarek 4 | OT | Hartwall Arena, Helsínquia Árbitros: SRB A Glisic RUS A Davydov BIH P Obradovic |  |

| 5 de setembro 13:45 | Relatório | Islândia                                                    | 75–102 | Eslovênia                                    |  | Hartwall Arena, Helsínquia Árbitros: SRB A. Glisic SUE A Kalpakas TUR Z Yilmaz |  |
| 5 de setembro 13:45 | Relatório | Placar por quarto: 25-23, 18-37, 16-21, 16-21               |        |                                              |  | Hartwall Arena, Helsínquia Árbitros: SRB A. Glisic SUE A Kalpakas TUR Z Yilmaz |  |
| 5 de setembro 13:45 | Relatório | Pts: Hermannsson 18 Rbts: Ermolinskij 6 Asts: Hermannsson 4 |        | Pts: Dragić 21 Rbts: Dončić 7 Asts: Vidmar 6 |  | Hartwall Arena, Helsínquia Árbitros: SRB A. Glisic SUE A Kalpakas TUR Z Yilmaz |  |

| 05 de setembro 16:30 | Relatório | Polônia                                          | 75–78 | França                                             |  | Hartwall Arena, Helsínquia Árbitros: ESP A Conde RUS A Davydov LAT A Ozols |  |
| 05 de setembro 16:30 | Relatório | Placar por quarto: 20-13, 14-13, 18-25, 23-27    |       |                                                    |  | Hartwall Arena, Helsínquia Árbitros: ESP A Conde RUS A Davydov LAT A Ozols |  |
| 05 de setembro 16:30 | Relatório | Pts: Waczyński 15 Rbts: Kulig 8 Asts: Koszarek 4 |       | Pts: Heurtel 23 Rbts: Lauvergne 11 Asts: Heurtel 6 |  | Hartwall Arena, Helsínquia Árbitros: ESP A Conde RUS A Davydov LAT A Ozols |  |

| 5 de setembro 20:00 | Relatório | Grécia                                                   | 77–89 | Finlândia                                         |  | Hartwall Arena, Helsínquia Árbitros: JPN T. Kato BIH P Obradovic LAT M Kozkovskis |  |
| 5 de setembro 20:00 | Relatório | Placar por quarto: 14-23, 19-22, 19-22, 25-22            |       |                                                   |  | Hartwall Arena, Helsínquia Árbitros: JPN T. Kato BIH P Obradovic LAT M Kozkovskis |  |
| 5 de setembro 20:00 | Relatório | Pts: Antetokounmpo 17 Rbts: Agravanis 6 Asts: Calathes 5 |       | Pts: Koponen 24 Rbts: Markkanen 6 Asts: Koponen 6 |  | Hartwall Arena, Helsínquia Árbitros: JPN T. Kato BIH P Obradovic LAT M Kozkovskis |  |

| 06 de setembro 14:45 | Relatório | Eslovênia                                     | 95–78 | França                                       |  | Hartwall Arena, Helsínquia Árbitros: ESP A Conde JPN T Kato LAT M Kozlovski |  |
| 06 de setembro 14:45 | Relatório | Placar por quarto: 28-22, 24-13, 25-16, 18-27 |       |                                              |  | Hartwall Arena, Helsínquia Árbitros: ESP A Conde JPN T Kato LAT M Kozlovski |  |
| 06 de setembro 14:45 | Relatório | Pts: Dragić 22 Rbts: Dončić 9 Asts: Dragić 8  |       | Pts: de Colo 16 Rbts: Diaw 5 Asts: Heurtel 6 |  | Hartwall Arena, Helsínquia Árbitros: ESP A Conde JPN T Kato LAT M Kozlovski |  |

| 6 de setembro 17:30 | Relatório | Grécia                                                | 95–77 | Polônia                                      |  | Hartwall Arena, Helsínquia Árbitros: BRA C Maranho BIH P Obradovic SRB A Glisic |  |
| 6 de setembro 17:30 | Relatório | Placar por quarto: 23-29, 26-14, 21-24, 25-10         |       |                                              |  | Hartwall Arena, Helsínquia Árbitros: BRA C Maranho BIH P Obradovic SRB A Glisic |  |
| 6 de setembro 17:30 | Relatório | Pts: Sloukas 26 Rbts: Papagiannis 8 Asts: Calathes 10 |       | Pts: Kulig 26 Rbts: Kulig 6 Asts: Loszarek 9 |  | Hartwall Arena, Helsínquia Árbitros: BRA C Maranho BIH P Obradovic SRB A Glisic |  |

| 06 de setembro 20:45 | Relatório | Finlândia                                     | 83–79 | Islândia                                                   |  | Hartwall Arena, Helsínquia Árbitros: TUR Z Yilmaz RUS A Davydov SUE A Kalpakas |  |
| 06 de setembro 20:45 | Relatório | Placar por quarto: 24-18, 18-22, 10-19, 31-20 |       |                                                            |  | Hartwall Arena, Helsínquia Árbitros: TUR Z Yilmaz RUS A Davydov SUE A Kalpakas |  |
| 06 de setembro 20:45 | Relatório | Pts: Markkanen 23 Rbts: Lee 8 Asts: Koponen 6 |       | Pts: Stefánsson 13 Rbts: Ermolinskij 5 Asts: Baeringsson 6 |  | Hartwall Arena, Helsínquia Árbitros: TUR Z Yilmaz RUS A Davydov SUE A Kalpakas |  |

### Grupo B
| Pos. | Seleção  | Pts | J | V | D | PM  | PS  | Dif | CD |
| ---- | -------- | --- | - | - | - | --- | --- | --- | -- |
| 1    | Lituânia | 9   | 5 | 4 | 1 | 426 | 359 | 67  |    |
| 2    | Alemanha | 8   | 5 | 3 | 2 | 355 | 346 | 9   |    |
| 3    | Itália   | 8   | 5 | 3 | 2 | 346 | 322 | 24  |    |
| 4    | Ucrânia  | 7   | 5 | 2 | 3 | 367 | 392 | -25 |    |
| 5    | Geórgia  | 7   | 5 | 2 | 3 | 390 | 394 | -4  |    |
| 6    | Israel   | 5   | 5 | 1 | 4 | 358 | 429 | -71 |    |

| 31 de agosto 15:45 | Relatório | Alemanha                                        | 75–63 | Ucrânia                                         |  | Arena Tel Aviv, Tel Aviv Árbitros: BIH Bósnia e Herzegovina A Zurapovic SRB Sérvia S. Maricic BUL Bulgária V. Velikov |  |
| 31 de agosto 15:45 | Relatório | Placar por quarto: 9-16, 30-17, 19-14, 17-16    |       |                                                 |  | Arena Tel Aviv, Tel Aviv Árbitros: BIH Bósnia e Herzegovina A Zurapovic SRB Sérvia S. Maricic BUL Bulgária V. Velikov |  |
| 31 de agosto 15:45 | Relatório | Pts: Schröder 32 Rbts: Theis 8 Asts: Schröder 7 |       | Pts: Mishula 12 Rbts: Lypovyy 6 Asts: Lypovyy 7 |  | Arena Tel Aviv, Tel Aviv Árbitros: BIH Bósnia e Herzegovina A Zurapovic SRB Sérvia S. Maricic BUL Bulgária V. Velikov |  |

| 31 de agosto 18:30 | Relatório | Lituânia                                                 | 77–79 | Geórgia                                               |  | Arena Tel Aviv, Tel Aviv Árbitros: ARG Argentina L Lezcano ROU Romênia M Ciulin TUR Turquia Y Yilmaz |  |
| 31 de agosto 18:30 | Relatório | Placar por quarto: 18-18, 21-16, 18-25, 20-20            |       |                                                       |  | Arena Tel Aviv, Tel Aviv Árbitros: ARG Argentina L Lezcano ROU Romênia M Ciulin TUR Turquia Y Yilmaz |  |
| 31 de agosto 18:30 | Relatório | Pts: Kuzminskas 18 Rbts: Valančiūnas 9 Asts: Kalnietis 4 |       | Pts: Shengelia 29 Rbts: Pachulia 10 Asts: Dixon Jr. 7 |  | Arena Tel Aviv, Tel Aviv Árbitros: ARG Argentina L Lezcano ROU Romênia M Ciulin TUR Turquia Y Yilmaz |  |

| 31 de agosto 21:30 | Relatório | Itália                                           | 69–48 | Israel                                       |  | Arena Tel Aviv, Tel Aviv Árbitros: ESP V Bulto ALB G Cici PUR J Vazquez |  |
| 31 de agosto 21:30 | Relatório | Placar por quarto: 21-18, 15-17, 15-9, 18-7      |       |                                              |  | Arena Tel Aviv, Tel Aviv Árbitros: ESP V Bulto ALB G Cici PUR J Vazquez |  |
| 31 de agosto 21:30 | Relatório | Pts: Belinelli 18 Rbts: Melli 10 Asts: Hackett 5 |       | Pts: Casspi 18 Rbts: Casspi 9 Asts: Ohayon 4 |  | Arena Tel Aviv, Tel Aviv Árbitros: ESP V Bulto ALB G Cici PUR J Vazquez |  |

| 2 de setembro 15:45 | Relatório | Geórgia                                             | 57–67 | Alemanha                                    |  | Arena Tel Aviv, Tel Aviv Árbitros: ESP V Bulto ALB G Cici SRB S Maricic |  |
| 2 de setembro 15:45 | Relatório | Placar por quarto: 19-19, 17-22, 16-14, 5-12        |       |                                             |  | Arena Tel Aviv, Tel Aviv Árbitros: ESP V Bulto ALB G Cici SRB S Maricic |  |
| 2 de setembro 15:45 | Relatório | Pts: Pachulia 14 Rbts: Pachulia 8 Asts: Dixon Jr. 5 |       | Pts: Schröder 23 Rbts: Barthel 7 Asts: Lo 3 |  | Arena Tel Aviv, Tel Aviv Árbitros: ESP V Bulto ALB G Cici SRB S Maricic |  |

| 2 de setembro 18:30 | Relatório | Ucrânia                                           | 66–78 | Itália                                            |  | Arena Tel Aviv, Tel Aviv Árbitros: PUR J Vazquez ROU M Ciulin TUR Z Yilmaz |  |
| 2 de setembro 18:30 | Relatório | Placar por quarto: 19-16, 14-27, 15-16, 18-19     |       |                                                   |  | Arena Tel Aviv, Tel Aviv Árbitros: PUR J Vazquez ROU M Ciulin TUR Z Yilmaz |  |
| 2 de setembro 18:30 | Relatório | Pts: Pustoviy 21 Rbts: Zaytsev 8 Asts: Lukashov 6 |       | Pts: Belinelli 26 Rbts: Hackett 7 Asts: Hackett 7 |  | Arena Tel Aviv, Tel Aviv Árbitros: PUR J Vazquez ROU M Ciulin TUR Z Yilmaz |  |

| 2 de setembro 20:00 | Relatório | Israel                                        | 77–88 | Lituânia                                               |  | Arena Tel Aviv, Tel Aviv |  |
| 2 de setembro 20:00 | Relatório | Placar por quarto: 23-19, 14-19, 14-33, 22-17 |       |                                                        |  | Arena Tel Aviv, Tel Aviv |  |
| 2 de setembro 20:00 | Relatório | Pts: Howell 20 Rbts: Casspi 5 Asts: Mekel 4   |       | Pts: Ulanovas 18 Rbts: Valančiūnas 10 Asts: Mačiulis 5 |  | Arena Tel Aviv, Tel Aviv |  |

| 3 de setembro 15:45 | Relatório | Geórgia                                             | 81–88 | Ucrânia                                             |  | Arena Tel Aviv, Tel Aviv Árbitros: ARG L Lezcano SRB S Maricic MNE R Vojinovic |  |
| 3 de setembro 15:45 | Relatório | Placar por quarto: 20-21, 18-30, 25-16, 18-21       |       |                                                     |  | Arena Tel Aviv, Tel Aviv Árbitros: ARG L Lezcano SRB S Maricic MNE R Vojinovic |  |
| 3 de setembro 15:45 | Relatório | Pts: Pachulia 17 Rbts: Pachulia 5 Asts: Shengelia 7 |       | Pts: Pustovyi 19 Rbts: Pustovyi 7 Asts: Lukashov 11 |  | Arena Tel Aviv, Tel Aviv Árbitros: ARG L Lezcano SRB S Maricic MNE R Vojinovic |  |

| 3 de setembro 18:30 | Relatório | Lituânia                                                  | 78–73 | Itália                                         |  | Arena Tel Aviv, Tel Aviv Árbitros: ESP V Bulto ALB G Cici BIH A Zurapovic |  |
| 3 de setembro 18:30 | Relatório | Placar por quarto: 23-23, 18-9, 16-17, 21-24              |       |                                                |  | Arena Tel Aviv, Tel Aviv Árbitros: ESP V Bulto ALB G Cici BIH A Zurapovic |  |
| 3 de setembro 18:30 | Relatório | Pts: Juškevičius 20 Rbts: Valančiūnas 8 Asts: Kalnietis 8 |       | Pts: Datome 24 Rbts: Pachulia 4 Asts: Filloy 5 |  | Arena Tel Aviv, Tel Aviv Árbitros: ESP V Bulto ALB G Cici BIH A Zurapovic |  |

| 3 de setembro 21:30 | Relatório | Alemanha                                         | 80–82 | Israel                                       |  | Arena Tel Aviv, Tel Aviv Árbitros: PUR J Vazquez TUR Y Yilmaz BUL V. Velikov |  |
| 3 de setembro 21:30 | Relatório | Placar por quarto: 18-23, 25-20, 26-14, 11-25    |       |                                              |  | Arena Tel Aviv, Tel Aviv Árbitros: PUR J Vazquez TUR Y Yilmaz BUL V. Velikov |  |
| 3 de setembro 21:30 | Relatório | Pts: Schröder 20 Rbts: Theis 15 Asts: Schröder 7 |       | Pts: Howell 23 Rbts: Casspi 11 Asts: Mekel 4 |  | Arena Tel Aviv, Tel Aviv Árbitros: PUR J Vazquez TUR Y Yilmaz BUL V. Velikov |  |

| 5 de setembro 15:45 | Relatório | Lituânia                                            | 62–94 | Lituânia                                                    |  | Arena Tel Aviv, Tel Aviv Árbitros: ARG L Lezcano ROM M Ciulin BUL V Velikov |  |
| 5 de setembro 15:45 | Relatório | Placar por quarto: 10-27, 20-17, 17-28, 15-22       |       |                                                             |  | Arena Tel Aviv, Tel Aviv Árbitros: ARG L Lezcano ROM M Ciulin BUL V Velikov |  |
| 5 de setembro 15:45 | Relatório | Pts: Pustovyy 29 Rbts: Korniyenko 9 Asts: Lypovyy 5 |       | Pts: Valančiūnas 22 Rbts: Valančiūnas 14 Asts: Kalnietis 11 |  | Arena Tel Aviv, Tel Aviv Árbitros: ARG L Lezcano ROM M Ciulin BUL V Velikov |  |

| 5 de setembro 18:30 | Relatório | Itália                                          | 55–61 | Alemanha                                             |  | Arena Tel Aviv, Tel Aviv Árbitros: ESP V Bulto ALB G Cici SRB S Maricic |  |
| 5 de setembro 18:30 | Relatório | Placar por quarto: 17-16, 12-13, 9-14, 17-18    |       |                                                      |  | Arena Tel Aviv, Tel Aviv Árbitros: ESP V Bulto ALB G Cici SRB S Maricic |  |
| 5 de setembro 18:30 | Relatório | Pts: Filloy 15 Rbts: Datome 7 Asts: Belinelli 2 |       | Pts: Schröder 17 Rbts: Voigtmann 7 Asts: Voigtmann 5 |  | Arena Tel Aviv, Tel Aviv Árbitros: ESP V Bulto ALB G Cici SRB S Maricic |  |

| 5 de setembro 21:30 | Relatório | Israel                                                  | 91–104 | Geórgia                                                | OT | Arena Tel Aviv, Tel Aviv Árbitros: MNE R Vojinovic TUR Y Yilmaz BIH A Zurapovic |  |
| 5 de setembro 21:30 | Relatório | Placar por quarto: 22-21, 27-26, 21-20, 19-22, OT: 2-15 |        |                                                        | OT | Arena Tel Aviv, Tel Aviv Árbitros: MNE R Vojinovic TUR Y Yilmaz BIH A Zurapovic |  |
| 5 de setembro 21:30 | Relatório | Pts: Mekel 23 Rbts: Casspi 6 Asts: Eliyahu 6            |        | Pts: Shengelia 25 Rbts: Shengelia 19 Asts: Dixon Jr. 7 | OT | Arena Tel Aviv, Tel Aviv Árbitros: MNE R Vojinovic TUR Y Yilmaz BIH A Zurapovic |  |

| 6 de setembro 14:45 | Relatório | Alemanha                                      | 72–89 | Lituânia                                                   |  | Arena Tel Aviv, Tel Aviv Árbitros: ESP V Bulto ALB G Cici BIH A Zurapovic |  |
| 6 de setembro 14:45 | Relatório | Placar por quarto: 19-23, 24-24, 17-25, 12-17 |       |                                                            |  | Arena Tel Aviv, Tel Aviv Árbitros: ESP V Bulto ALB G Cici BIH A Zurapovic |  |
| 6 de setembro 14:45 | Relatório | Pts: Schröder 26 Rbts: Tadda 8 Asts: Tadda 6  |       | Pts: Valančiūnas 27 Rbts: Valančiūnas 15 Asts: Kalnietis 9 |  | Arena Tel Aviv, Tel Aviv Árbitros: ESP V Bulto ALB G Cici BIH A Zurapovic |  |

| 6 de setembro 17:30 | Relatório | Geórgia                                                 | 69–71 | Itália                                           |  | Arena Tel Aviv, Tel Aviv Árbitros: PUR J Vazquez SRB S Maricic MNE R Vojinovic |  |
| 6 de setembro 17:30 | Relatório | Placar por quarto: 10-27, 20-11, 17-20, 22-13           |       |                                                  |  | Arena Tel Aviv, Tel Aviv Árbitros: PUR J Vazquez SRB S Maricic MNE R Vojinovic |  |
| 6 de setembro 17:30 | Relatório | Pts: Dixon Jr 29 Rbts: Pachulia 12 Asts: Markoishvili 2 |       | Pts: Belinelli 15 Rbts: Aradori 7 Asts: Datome 4 |  | Arena Tel Aviv, Tel Aviv Árbitros: PUR J Vazquez SRB S Maricic MNE R Vojinovic |  |

| 6 de setembro 20:45 | Relatório | Israel                                          | 64–88 | Ucrânia                                            |  | Arena Tel Aviv, Tel Aviv Árbitros: ARG L Lezcano ROM M Ciulin TUR Y Yilmaz |  |
| 6 de setembro 20:45 | Relatório | Placar por quarto: 16-19, 12-27, 11-25, 25-17   |       |                                                    |  | Arena Tel Aviv, Tel Aviv Árbitros: ARG L Lezcano ROM M Ciulin TUR Y Yilmaz |  |
| 6 de setembro 20:45 | Relatório | Pts: Eliyahu 12 Rbts: Eliyahu 5 Asts: Eliyahu 6 |       | Pts: Kravtsov 17 Rbts: Kravtsov 7 Asts: Lukashov 7 |  | Arena Tel Aviv, Tel Aviv Árbitros: ARG L Lezcano ROM M Ciulin TUR Y Yilmaz |  |

### Grupo C
| Pos. | Seleção    | Pts | J | V | D | PM  | PS  | Dif | CD |
| ---- | ---------- | --- | - | - | - | --- | --- | --- | -- |
| 1    | Espanha    | 10  | 5 | 5 | 0 | 449 | 303 | 146 |    |
| 2    | Croácia    | 9   | 5 | 4 | 1 | 397 | 336 | 61  |    |
| 3    | Montenegro | 8   | 5 | 3 | 2 | 378 | 367 | 11  |    |
| 4    | Hungria    | 7   | 5 | 2 | 3 | 335 | 370 | -35 |    |
| 5    | Chéquia    | 6   | 5 | 1 | 4 | 356 | 441 | -85 |    |
| 6    | Romênia    | 5   | 5 | 0 | 5 | 316 | 414 | -98 |    |

| 01 de setembro 15:00 | Relatório | Hungria                                      | 58–67 | Croácia                                            |  | Polyvalent Hall, Cluj-Napoca Árbitros: GRE P Anastopoulos FRA N Mestre SWI M Michaelides |  |
| 01 de setembro 15:00 | Relatório | Placar por quarto: 20-20, 16-19, 17-13, 5-15 |       |                                                    |  | Polyvalent Hall, Cluj-Napoca Árbitros: GRE P Anastopoulos FRA N Mestre SWI M Michaelides |  |
| 01 de setembro 15:00 | Relatório | Pts: Perl 12 Rbts: Vojvoda 6 Asts: Hanga 4   |       | Pts: Bogdanović 23 Rbts: Bogdanović 7 Asts: Ukić 4 |  | Polyvalent Hall, Cluj-Napoca Árbitros: GRE P Anastopoulos FRA N Mestre SWI M Michaelides |  |

| 01 de setembro 17:45 | Relatório | Espanha                                                          | 99–60 | Montenegro                                         |  | Polyvalent Hall, Cluj-Napoca Árbitros: ITA T Sahin AUS C Reid FRA Y Rosso |  |
| 01 de setembro 17:45 | Relatório | Placar por quarto: 26-14, 25-15, 19-15, 29-16                    |       |                                                    |  | Polyvalent Hall, Cluj-Napoca Árbitros: ITA T Sahin AUS C Reid FRA Y Rosso |  |
| 01 de setembro 17:45 | Relatório | Pts: W. Hernangomez 18 Rbts: W. Hernangomez 9 Asts: Rodríguez 10 |       | Pts: Vucevic 16 Rbts: Vucevic 5 Asts: Pavlicevic 3 |  | Polyvalent Hall, Cluj-Napoca Árbitros: ITA T Sahin AUS C Reid FRA Y Rosso |  |

| 01 de setembro 20:30 | Relatório | Romênia                                                   | 68–83 | Chéquia                                                  |  | Polyvalent Hall, Cluj-Napoca Árbitros: PUR R Vazquez SLO B Krejic UKR S Zashchuk |  |
| 01 de setembro 20:30 | Relatório | Placar por quarto: 22-21, 16-19, 9-22, 21-21              |       |                                                          |  | Polyvalent Hall, Cluj-Napoca Árbitros: PUR R Vazquez SLO B Krejic UKR S Zashchuk |  |
| 01 de setembro 20:30 | Relatório | Pts: Moldoveanu 24 Rbts: Moldoveanu 8 Asts: A. Mandache 5 |       | Pts: V. Hruban 25 Rbts: Satoransky 13 Asts: Satoranský 6 |  | Polyvalent Hall, Cluj-Napoca Árbitros: PUR R Vazquez SLO B Krejic UKR S Zashchuk |  |

| 02 de setembro 15:00 | Relatório | Montenegro                                         | 72–48 | Hungria                                          |  | Polyvalent Hall, Cluj-Napoca Árbitros: PUR R Vazquez SUI M Michaelides UCR S Zashchuk |  |
| 02 de setembro 15:00 | Relatório | Placar por quarto: 14-11, 25-18, 21-11, 12-8       |       |                                                  |  | Polyvalent Hall, Cluj-Napoca Árbitros: PUR R Vazquez SUI M Michaelides UCR S Zashchuk |  |
| 02 de setembro 15:00 | Relatório | Pts: Dubljević 13 Rbts: Barovic 9 Asts: Ivanovic 3 |       | Pts: Vojvoda 20 Rbts: Karahodzic 7 Asts: Hanga 3 |  | Polyvalent Hall, Cluj-Napoca Árbitros: PUR R Vazquez SUI M Michaelides UCR S Zashchuk |  |

| 02 de setembro 17:45 | Relatório | República Checa                                 | 56–93 | Espanha                                               |  | Polyvalent Hall, Cluj-Napoca Árbitros: GRE P Anastopoulos ISR E Gurion AUS C Reid |  |
| 02 de setembro 17:45 | Relatório | Placar por quarto: 14-33, 9-23, 15-20, 18-17    |       |                                                       |  | Polyvalent Hall, Cluj-Napoca Árbitros: GRE P Anastopoulos ISR E Gurion AUS C Reid |  |
| 02 de setembro 17:45 | Relatório | Pts: Kriz 11 Rbts: Svrdlik 5 Asts: Satoranský 5 |       | Pts: P. Gasol 26 Rbts: Hernángomez 10 Asts: Navarro 5 |  | Polyvalent Hall, Cluj-Napoca Árbitros: GRE P Anastopoulos ISR E Gurion AUS C Reid |  |

| 02 de setembro 20:30 | Relatório | Croácia                                         | 74–58 | Romênia                                              |  | Polyvalent Hall, Cluj-Napoca Árbitros: ITA T Sahin FRA N Mestre FRA Y Rosso |  |
| 02 de setembro 20:30 | Relatório | Placar por quarto: 20-12, 22-17, 15-13, 17-16   |       |                                                      |  | Polyvalent Hall, Cluj-Napoca Árbitros: ITA T Sahin FRA N Mestre FRA Y Rosso |  |
| 02 de setembro 20:30 | Relatório | Pts: Bogdanović 21 Rbts: Šarić 10 Asts: Simon 4 |       | Pts: Moldoveanu 14 Rbts: Mandache 7 Asts: Mandache 6 |  | Polyvalent Hall, Cluj-Napoca Árbitros: ITA T Sahin FRA N Mestre FRA Y Rosso |  |

| 04 de setembro 15:00 | Relatório | Hungria                                       | 85–73 | Chéquia                                          |  | Polyvalent Hall, Cluj-Napoca Árbitros: ITA T Sahin FRA N Mestre AUS C Reid |  |
| 04 de setembro 15:00 | Relatório | Placar por quarto: 23-16, 21-17, 22-25, 19-15 |       |                                                  |  | Polyvalent Hall, Cluj-Napoca Árbitros: ITA T Sahin FRA N Mestre AUS C Reid |  |
| 04 de setembro 15:00 | Relatório | Pts: Hanga 31 Rbts: Hanga 8 Asts: Hanga 8     |       | Pts: Palyza 18 Rbts: Satoranský 8 Asts: Welsch 4 |  | Polyvalent Hall, Cluj-Napoca Árbitros: ITA T Sahin FRA N Mestre AUS C Reid |  |

| 04 de setembro 17:45 | Relatório | Montenegro                                    | 72–76 | Croácia                                     |  | Polyvalent Hall, Cluj-Napoca Árbitros: GRE P Anastopoulos PUR R Vazquez FRA Y Rosso |  |
| 04 de setembro 17:45 | Relatório | Placar por quarto: 17-25, 14-18, 21-19, 20-14 |       |                                             |  | Polyvalent Hall, Cluj-Napoca Árbitros: GRE P Anastopoulos PUR R Vazquez FRA Y Rosso |  |
| 04 de setembro 17:45 | Relatório | Pts: Rice 22 Rbts: Dubljević Asts: Ivanovic 3 |       | Pts: Bogdanović 23 Rbts: Tomas 6 Asts: Ukić |  | Polyvalent Hall, Cluj-Napoca Árbitros: GRE P Anastopoulos PUR R Vazquez FRA Y Rosso |  |

| 04 de setembro 20:30 | Relatório | Espanha                                                          | 91–50 | Romênia                                                  |  | Polyvalent Hall, Cluj-Napoca Árbitros: SUI M Michaelides ISR E Gurion SLO B Krejic |  |
| 04 de setembro 20:30 | Relatório | Placar por quarto: 21-19, 20-8, 29-8, 21-15                      |       |                                                          |  | Polyvalent Hall, Cluj-Napoca Árbitros: SUI M Michaelides ISR E Gurion SLO B Krejic |  |
| 04 de setembro 20:30 | Relatório | Pts: J. Hernangómez 18 Rbts: W. Hernangómez 13 Asts: Rodriguez 7 |       | Pts: Moldoveanu 15 Rbts: Moldoveanu 6 Asts: Moldoveanu 3 |  | Polyvalent Hall, Cluj-Napoca Árbitros: SUI M Michaelides ISR E Gurion SLO B Krejic |  |

| 04 de setembro 17:45 | Relatório | Montenegro                                    | 72–76 | Croácia                                     |  | Polyvalent Hall, Cluj-Napoca Árbitros: GRE P Anastopoulos PUR R Vazquez FRA Y Rosso |  |
| 04 de setembro 17:45 | Relatório | Placar por quarto: 17-25, 14-18, 21-19, 20-14 |       |                                             |  | Polyvalent Hall, Cluj-Napoca Árbitros: GRE P Anastopoulos PUR R Vazquez FRA Y Rosso |  |
| 04 de setembro 17:45 | Relatório | Pts: Rice 22 Rbts: Dubljević Asts: Ivanovic 3 |       | Pts: Bogdanović 23 Rbts: Tomas 6 Asts: Ukić |  | Polyvalent Hall, Cluj-Napoca Árbitros: GRE P Anastopoulos PUR R Vazquez FRA Y Rosso |  |

| 04 de setembro 20:30 | Relatório | Espanha                                                          | 91–50 | Romênia                                                  |  | Polyvalent Hall, Cluj-Napoca Árbitros: SUI M Michaelides ISR E Gurion SLO B Krejic |  |
| 04 de setembro 20:30 | Relatório | Placar por quarto: 21-19, 20-8, 29-8, 21-15                      |       |                                                          |  | Polyvalent Hall, Cluj-Napoca Árbitros: SUI M Michaelides ISR E Gurion SLO B Krejic |  |
| 04 de setembro 20:30 | Relatório | Pts: J. Hernangómez 18 Rbts: W. Hernangómez 13 Asts: Rodriguez 7 |       | Pts: Moldoveanu 15 Rbts: Moldoveanu 6 Asts: Moldoveanu 3 |  | Polyvalent Hall, Cluj-Napoca Árbitros: SUI M Michaelides ISR E Gurion SLO B Krejic |  |

| 04 de setembro 17:45 | Relatório | Montenegro                                    | 72–76 | Croácia                                     |  | Polyvalent Hall, Cluj-Napoca Árbitros: GRE P Anastopoulos PUR R Vazquez FRA Y Rosso |  |
| 04 de setembro 17:45 | Relatório | Placar por quarto: 17-25, 14-18, 21-19, 20-14 |       |                                             |  | Polyvalent Hall, Cluj-Napoca Árbitros: GRE P Anastopoulos PUR R Vazquez FRA Y Rosso |  |
| 04 de setembro 17:45 | Relatório | Pts: Rice 22 Rbts: Dubljević Asts: Ivanovic 3 |       | Pts: Bogdanović 23 Rbts: Tomas 6 Asts: Ukić |  | Polyvalent Hall, Cluj-Napoca Árbitros: GRE P Anastopoulos PUR R Vazquez FRA Y Rosso |  |

| 05 de setembro 15:00 | Relatório | República Checa                                  | 75–88 | Montenegro                                          |  | Polyvalent Hall, Cluj-Napoca Árbitros: FRA Y Rosso ISR E Gurion UCR S Zashchuk |  |
| 05 de setembro 15:00 | Relatório | Placar por quarto: 17-24, 17-25, 21-29, 20-10    |       |                                                     |  | Polyvalent Hall, Cluj-Napoca Árbitros: FRA Y Rosso ISR E Gurion UCR S Zashchuk |  |
| 05 de setembro 15:00 | Relatório | Pts: Auda 14 Rbts: Svrdlik 4 Asts: Satoranský 11 |       | Pts: Vucevic 17 Rbts: Vucevic 14 Asts: Pavlicevic 5 |  | Polyvalent Hall, Cluj-Napoca Árbitros: FRA Y Rosso ISR E Gurion UCR S Zashchuk |  |

| 05 de setembro 17:45 | Relatório | Croácia                                       | 73–79 | Espanha                                    |  | Polyvalent Hall, Cluj-Napoca Árbitros: GRE P Anastopoulos ITA T Sahin FRA N Mestre |  |
| 05 de setembro 17:45 | Relatório | Placar por quarto: 20-21, 12-17, 22-15, 19-26 |       |                                            |  | Polyvalent Hall, Cluj-Napoca Árbitros: GRE P Anastopoulos ITA T Sahin FRA N Mestre |  |
| 05 de setembro 17:45 | Relatório | Pts: Šarić 18 Rbts: Šarić 13 Asts: Simon 6    |       | Pts: Rubio 13 Rbts: Gasol 10 Asts: Rubio 4 |  | Polyvalent Hall, Cluj-Napoca Árbitros: GRE P Anastopoulos ITA T Sahin FRA N Mestre |  |

| 05 de setembro 20:30 | Relatório | Romênia                                                 | 71–80 | Hungria                                        |  | Polyvalent Hall, Cluj-Napoca Árbitros: AUS C Reid PUR R Vazquez SLO B Krejic |  |
| 05 de setembro 20:30 | Relatório | Placar por quarto: 15-16, 17-22, 20-22, 19-20           |       |                                                |  | Polyvalent Hall, Cluj-Napoca Árbitros: AUS C Reid PUR R Vazquez SLO B Krejic |  |
| 05 de setembro 20:30 | Relatório | Pts: Mandache 24 Rbts: Moldoveanu 9 Asts: Calota-Popa 4 |       | Pts: Vojvoda 26 Rbts: Keller 7 Asts: Vojvoda 4 |  | Polyvalent Hall, Cluj-Napoca Árbitros: AUS C Reid PUR R Vazquez SLO B Krejic |  |

| 07 de setembro 14:30 | Relatório | República Checa                              | 69–107 | Croácia                                        |  | Polyvalent Hall, Cluj-Napoca Árbitros: AUS C Reid ITA T Sahin FRA Y Rosso |  |
| 07 de setembro 14:30 | Relatório | Placar por quarto: 17-28, 23-26, 20-24, 9-29 |        |                                                |  | Polyvalent Hall, Cluj-Napoca Árbitros: AUS C Reid ITA T Sahin FRA Y Rosso |  |
| 07 de setembro 14:30 | Relatório | Pts: Auda 19 Rbts: Auda 5 Asts: Satoranský 6 |        | Pts: Bogdanović 25 Rbts: Šarić 10 Asts: Ukić 6 |  | Polyvalent Hall, Cluj-Napoca Árbitros: AUS C Reid ITA T Sahin FRA Y Rosso |  |

| 07 de setembro 17:15 | Relatório | Hungria                                       | 64–87 | Espanha                                       |  | Polyvalent Hall, Cluj-Napoca Árbitros: FRA N MESTRE SLO SLO UCR S Zashchuk |  |
| 07 de setembro 17:15 | Relatório | Placar por quarto: 10-22, 19-19, 17-19, 18-27 |       |                                               |  | Polyvalent Hall, Cluj-Napoca Árbitros: FRA N MESTRE SLO SLO UCR S Zashchuk |  |
| 07 de setembro 17:15 | Relatório | Pts: Ferencz 17 Rbts: Toth 4 Asts: Vojvoda 4  |       | Pts: Gasol 20 Rbts: Gasol 8 Asts: Rodriguez 7 |  | Polyvalent Hall, Cluj-Napoca Árbitros: FRA N MESTRE SLO SLO UCR S Zashchuk |  |

| 07 de setembro 20:45 | Relatório | Montenegro                                            | 86–69 | Romênia                                          |  | Polyvalent Hall, Cluj-Napoca Árbitros: GRE P Anastopoulos SUI M Michaelidis ISR E Gurion |  |
| 07 de setembro 20:45 | Relatório | Placar por quarto: 24-19, 18-11, 24-23, 20-16         |       |                                                  |  | Polyvalent Hall, Cluj-Napoca Árbitros: GRE P Anastopoulos SUI M Michaelidis ISR E Gurion |  |
| 07 de setembro 20:45 | Relatório | Pts: Djurisic 14 Rbts: Dubljević 9 Asts: Pavlicevic 6 |       | Pts: Kuti 18 Rbts: Mandache 10 Asts: Mandache 11 |  | Polyvalent Hall, Cluj-Napoca Árbitros: GRE P Anastopoulos SUI M Michaelidis ISR E Gurion |  |

### Grupo D
| Pos. | Seleção      | Pts | J | V | D | PM  | PS  | Dif | CD |
| ---- | ------------ | --- | - | - | - | --- | --- | --- | -- |
| 1    | Sérvia       | 9   | 5 | 4 | 1 | 400 | 353 | 47  |    |
| 2    | Letônia      | 9   | 5 | 4 | 1 | 444 | 396 | 48  |    |
| 3    | Rússia       | 9   | 5 | 4 | 1 | 378 | 366 | 12  |    |
| 4    | Turquia      | 7   | 5 | 2 | 3 | 388 | 380 | 8   |    |
| 5    | Bélgica      | 6   | 5 | 1 | 4 | 353 | 410 | -57 |    |
| 6    | Grã Bretanha | 5   | 5 | 0 | 5 | 390 | 448 | -58 |    |

| 01 de setembro 14:15 | Relatório | Bélgica                                              | 103–90 | Grã Bretanha                                   |  | Arena Fenerbahçe, Istambul Árbitros: ITA S Lanzarini PHI F Pascual GRE G Poursanidis |  |
| 01 de setembro 14:15 | Relatório | Placar por quarto: 24-26, 30-27, 19-14, 30-23        |        |                                                |  | Arena Fenerbahçe, Istambul Árbitros: ITA S Lanzarini PHI F Pascual GRE G Poursanidis |  |
| 01 de setembro 14:15 | Relatório | Pts: De Zeeuw 21 Rbts: De Zeeuw 7 Asts: Van Rossom 5 |        | Pts: Olaseni 21 Rbts: Olaseni 11 Asts: Clark 5 |  | Arena Fenerbahçe, Istambul Árbitros: ITA S Lanzarini PHI F Pascual GRE G Poursanidis |  |

| 01 de setembro 17:00 | Relatório | Sérvia                                           | 92–82 | Letônia                                       |  | Arena Fenerbahçe, Istambul Árbitros: POL M Cmikiewicz BUL M Horozov LTU T Jasevicius |  |
| 01 de setembro 17:00 | Relatório | Placar por quarto: 21-24, 24-23, 20-13, 27-22    |       |                                               |  | Arena Fenerbahçe, Istambul Árbitros: POL M Cmikiewicz BUL M Horozov LTU T Jasevicius |  |
| 01 de setembro 17:00 | Relatório | Pts: Bogdanović 30 Rbts: Mačvan 10 Asts: Jović 8 |       | Pts: Bertāns 23 Rbts: Timma 6 Asts: Bertāns 6 |  | Arena Fenerbahçe, Istambul Árbitros: POL M Cmikiewicz BUL M Horozov LTU T Jasevicius |  |

| 01 de setembro 21:00 | Relatório | Turquia                                       | 73–76 | Rússia                                     |  | Arena Fenerbahçe, Istambul Árbitros: CAN M Weiland ITA M Mazzoni SLO M Nedovic |  |
| 01 de setembro 21:00 | Relatório | Placar por quarto: 15-20, 18-16, 18-19, 22-21 |       |                                            |  | Arena Fenerbahçe, Istambul Árbitros: CAN M Weiland ITA M Mazzoni SLO M Nedovic |  |
| 01 de setembro 21:00 | Relatório | Pts: Osman 28 Rbts: Osman 7 Asts: Osman 4     |       | Pts: Shved 22 Rbts: Mozgov 6 Asts: Shved 4 |  | Arena Fenerbahçe, Istambul Árbitros: CAN M Weiland ITA M Mazzoni SLO M Nedovic |  |

| 02 de setembro 14:15 | Relatório | Letônia                                         | 92–64 | Bélgica                                        |  | Arena Fenerbahçe, Istambul Árbitros: LTU T Jacevicius BUL M Horodov SLO M Nedovic |  |
| 02 de setembro 14:15 | Relatório | Placar por quarto: 24-25, 23-8, 16-22, 29-9     |       |                                                |  | Arena Fenerbahçe, Istambul Árbitros: LTU T Jacevicius BUL M Horodov SLO M Nedovic |  |
| 02 de setembro 14:15 | Relatório | Pts: Timma 27 Rbts: Timma 7 Asts: Strēlnieks 13 |       | Pts: Hervelle 12 Rbts: De Zeeuw 7 Asts: Tabu 6 |  | Arena Fenerbahçe, Istambul Árbitros: LTU T Jacevicius BUL M Horodov SLO M Nedovic |  |

| 02 de setembro 17:00 | Relatório | Rússia                                        | 75–72 | Sérvia                                              |  | Arena Fenerbahçe, Istambul Árbitros: ITA S Lanzarini ITA M Mazzoni GRE G Poursanidis |  |
| 02 de setembro 17:00 | Relatório | Placar por quarto: 18-21, 22-17, 18-13, 17-21 |       |                                                     |  | Arena Fenerbahçe, Istambul Árbitros: ITA S Lanzarini ITA M Mazzoni GRE G Poursanidis |  |
| 02 de setembro 17:00 | Relatório | Pts: Shved 27 Rbts: Mozgov 8 Asts: Khvostov 5 |       | Pts: Marjanović 19 Rbts: Marjanovic 6 Asts: Jović 7 |  | Arena Fenerbahçe, Istambul Árbitros: ITA S Lanzarini ITA M Mazzoni GRE G Poursanidis |  |

| 02 de setembro 21:00 | Relatório | Grã Bretanha                                       | 70–84 | Turquia                                             |  | Arena Fenerbahçe, Istambul Árbitros: POL M Cmikiewicz MKD A Milojevic PHI F Pascual |  |
| 02 de setembro 21:00 | Relatório | Placar por quarto: 18-23, 18-26, 18-15, 16-20      |       |                                                     |  | Arena Fenerbahçe, Istambul Árbitros: POL M Cmikiewicz MKD A Milojevic PHI F Pascual |  |
| 02 de setembro 21:00 | Relatório | Pts: Lawrence 15 Rbts: Olaseni 14 Asts: Lawrence 5 |       | Pts: Mahmutoğlu 24 Rbts: Osman 7 Asts: Mahmutoğlu 6 |  | Arena Fenerbahçe, Istambul Árbitros: POL M Cmikiewicz MKD A Milojevic PHI F Pascual |  |

| 04 de setembro 14:15 | Relatório | Letônia                                            | 97–92 | Grã Bretanha                                       |  | Arena Fenerbahçe, Istambul Árbitros: ITA S Lanzarini MKD A Milojevic SLO M Nedovic |  |
| 04 de setembro 14:15 | Relatório | Placar por quarto: 25-20, 25-20, 34-18, 13-34      |       |                                                    |  | Arena Fenerbahçe, Istambul Árbitros: ITA S Lanzarini MKD A Milojevic SLO M Nedovic |  |
| 04 de setembro 14:15 | Relatório | Pts: Porziņģis 28 Rbts: Timma 9 Asts: Strēlnieks 9 |       | Pts: Olaseni 23 Rbts: Olaseni 10 Asts: Lawrence 10 |  | Arena Fenerbahçe, Istambul Árbitros: ITA S Lanzarini MKD A Milojevic SLO M Nedovic |  |

| 04 de setembro 17:00 | Relatório | Bélgica                                          | 67–76 | Rússia                                            |  | Arena Fenerbahçe, Istambul Árbitros: CAN M Weiland BUL M Horozov GRE G Poursanidis |  |
| 04 de setembro 17:00 | Relatório | Placar por quarto: 18-19, 15-16, 14-18, 20-23    |       |                                                   |  | Arena Fenerbahçe, Istambul Árbitros: CAN M Weiland BUL M Horozov GRE G Poursanidis |  |
| 04 de setembro 17:00 | Relatório | Pts: De Zeeuw 15 Rbts: Serron 5 Asts: Hervelle 5 |       | Pts: Shved 20 Rbts: Vorontsevich 10 Asts: Shved 6 |  | Arena Fenerbahçe, Istambul Árbitros: CAN M Weiland BUL M Horozov GRE G Poursanidis |  |

| 04 de setembro 21:00 | Relatório | Sérvia                                         | 80–74 | Turquia                                        |  | Arena Fenerbahçe, Istambul Árbitros: POL M Cmikiewicz ITA M Mazzoni LAT T Jasevicius |  |
| 04 de setembro 21:00 | Relatório | Placar por quarto: 21-13, 15-18, 17-14, 27-29  |       |                                                |  | Arena Fenerbahçe, Istambul Árbitros: POL M Cmikiewicz ITA M Mazzoni LAT T Jasevicius |  |
| 04 de setembro 21:00 | Relatório | Pts: Bogdanović 17 Rbts: Lučić 9 Asts: Jović 9 |       | Pts: Mahmutoğlu 19 Rbts: Erden 5 Asts: Osman 5 |  | Arena Fenerbahçe, Istambul Árbitros: POL M Cmikiewicz ITA M Mazzoni LAT T Jasevicius |  |

| 05 de setembro 14:15 | Relatório | Rússia                                       | 69–84 | Letônia                                     |  | Arena Fenerbahçe, Istambul Árbitros: POL M Cmikiewicz ITA M Mazzoni MKD A Milojevic |  |
| 05 de setembro 14:15 | Relatório | Placar por quarto: 15-12, 29-22, 8-18, 17-32 |       |                                             |  | Arena Fenerbahçe, Istambul Árbitros: POL M Cmikiewicz ITA M Mazzoni MKD A Milojevic |  |
| 05 de setembro 14:15 | Relatório | Pts: Shved 21 Rbts: Kurbanov 6 Asts: Shved 6 |       | Pts: Timma 22 Rbts: Timma 6 Asts: Bertāns 6 |  | Arena Fenerbahçe, Istambul Árbitros: POL M Cmikiewicz ITA M Mazzoni MKD A Milojevic |  |

| 05 de setembro 17:00 | Relatório | Grã Bretanha                                         | 68–82 | Sérvia                                                   |  | Arena Fenerbahçe, Istambul Árbitros: GRE G Poursanidis BUL M Horozov CAN M Weiland |  |
| 05 de setembro 17:00 | Relatório | Placar por quarto: 14-25, 24-22, 17-18, 13-17        |       |                                                          |  | Arena Fenerbahçe, Istambul Árbitros: GRE G Poursanidis BUL M Horozov CAN M Weiland |  |
| 05 de setembro 17:00 | Relatório | Pts: Okereafor 17 Rbts: Olaseni 13 Asts: Okereafor 4 |       | Pts: Bogdanović 18 Rbts: Bogdanović 7 Asts: Bogdanović 7 |  | Arena Fenerbahçe, Istambul Árbitros: GRE G Poursanidis BUL M Horozov CAN M Weiland |  |

| 05 de setembro 21:00 | Relatório | Turquia                                       | 78–65 | Bélgica                                            |  | Arena Fenerbahçe, Istambul Árbitros: ITA S Lanzarini SLO M Nedovic PHI F Pascual |  |
| 05 de setembro 21:00 | Relatório | Placar por quarto: 23-14, 17-19, 15-20, 23-12 |       |                                                    |  | Arena Fenerbahçe, Istambul Árbitros: ITA S Lanzarini SLO M Nedovic PHI F Pascual |  |
| 05 de setembro 21:00 | Relatório | Pts: Korkmaz 14 Rbts: Hersek 4 Asts: Erden 5  |       | Pts: Van Rossom 13 Rbts: Van Rossom 5 Asts: Tabu 4 |  | Arena Fenerbahçe, Istambul Árbitros: ITA S Lanzarini SLO M Nedovic PHI F Pascual |  |

| 07 de setembro 14:30 | Relatório | Grã Bretanha                                  | 82–70 | Grã Bretanha                                |  | Arena Fenerbahçe, Istambul Árbitros: GRE G Poursanidis MKD A Milojevic PHI F Pascual |  |
| 07 de setembro 14:30 | Relatório | Placar por quarto: 23-16, 20-15, 18-23, 21-16 |       |                                             |  | Arena Fenerbahçe, Istambul Árbitros: GRE G Poursanidis MKD A Milojevic PHI F Pascual |  |
| 07 de setembro 14:30 | Relatório | Pts: Shved 30 Rbts: Mozgov 11 Asts: Shved 8   |       | Pts: Clark 21 Rbts: Olaseni 9 Asts: Clark 6 |  | Arena Fenerbahçe, Istambul Árbitros: GRE G Poursanidis MKD A Milojevic PHI F Pascual |  |

| 07 de setembro 17:15 | Relatório | Bélgica                                         | 54–74 | Sérvia                                              |  | Arena Fenerbahçe, Istambul Árbitros: ITA M Mazzoni POL M Cmikiewicz BUL M Horozov |  |
| 07 de setembro 17:15 | Relatório | Placar por quarto: 13-18, 12-24, 11-14, 18-18   |       |                                                     |  | Arena Fenerbahçe, Istambul Árbitros: ITA M Mazzoni POL M Cmikiewicz BUL M Horozov |  |
| 07 de setembro 17:15 | Relatório | Pts: Lecomte 12 Rbts: Van Rossom 5 Asts: Tabu 4 |       | Pts: Marjanović 22 Rbts: Micić 9 Asts: Bogdanović 9 |  | Arena Fenerbahçe, Istambul Árbitros: ITA M Mazzoni POL M Cmikiewicz BUL M Horozov |  |

| 07 de setembro 20:45 | Relatório | Letônia                                           | 89–79 | Turquia                                        |  | Arena Fenerbahçe, Istambul Árbitros: ITA S Lanzarini LTU T Jasevicius CAN M Weiland |  |
| 07 de setembro 20:45 | Relatório | Placar por quarto: 24-22, 23-16, 22-25, 20-16     |       |                                                |  | Arena Fenerbahçe, Istambul Árbitros: ITA S Lanzarini LTU T Jasevicius CAN M Weiland |  |
| 07 de setembro 20:45 | Relatório | Pts: Porziņģis 28 Rbts: Porziņģis 7 Asts: Timma 7 |       | Pts: Osman 24 Rbts: Mahmutoğlu 7 Asts: Osman 5 |  | Arena Fenerbahçe, Istambul Árbitros: ITA S Lanzarini LTU T Jasevicius CAN M Weiland |  |

## Chaveamento
|  | Oitavas de final          | Oitavas de final          |                           |     | Quartas de final | Quartas de final |  |  | Semifinais | Semifinais |  |  | Final | Final |
|  |                           |                           |                           |     |                  |                  |  |  |            |            |  |  |       |       |
|  | 09 de Setembro – Istambul |                           |                           |     |                  |                  |  |  |            |            |  |  |       |       |
|  |                           |                           |                           |     |                  |                  |  |  |            |            |  |  |       |       |
|  | Alemanha                  | 84                        |                           |     |                  |                  |  |  |            |            |  |  |       |       |
|  | Alemanha                  | 84                        | 12 de Setembro – Istambul |     |                  |                  |  |  |            |            |  |  |       |       |
|  | França                    | 81                        |                           |     |                  |                  |  |  |            |            |  |  |       |       |
|  | França                    | 81                        | Alemanha                  | 72  |                  |                  |  |  |            |            |  |  |       |       |
|  | 10 de Setembro – Istambul |                           | Alemanha                  | 72  |                  |                  |  |  |            |            |  |  |       |       |
|  |                           | Espanha                   | 84                        |     |                  |                  |  |  |            |            |  |  |       |       |
|  | Espanha                   | Espanha                   | 84                        | 73  |                  |                  |  |  |            |            |  |  |       |       |
|  | Espanha                   |                           | 14 de Setembro – Istambul | 73  |                  |                  |  |  |            |            |  |  |       |       |
|  | Turquia                   | 56                        |                           |     |                  |                  |  |  |            |            |  |  |       |       |
|  | Turquia                   | 56                        | Espanha                   | 72  |                  |                  |  |  |            |            |  |  |       |       |
|  | 9 de Setembro – Istambul  |                           | Espanha                   | 72  |                  |                  |  |  |            |            |  |  |       |       |
|  |                           | Eslovênia                 | 92                        |     |                  |                  |  |  |            |            |  |  |       |       |
|  | Eslovênia                 | Eslovênia                 | 92                        | 79  |                  |                  |  |  |            |            |  |  |       |       |
|  | Eslovênia                 | 12 de Setembro – Istambul |                           | 79  |                  |                  |  |  |            |            |  |  |       |       |
|  | Ucrânia                   | 55                        |                           |     |                  |                  |  |  |            |            |  |  |       |       |
|  | Ucrânia                   | 55                        | Eslovênia                 | 103 |                  |                  |  |  |            |            |  |  |       |       |
|  | 10 de Setembro – Istambul |                           | Eslovênia                 | 103 |                  |                  |  |  |            |            |  |  |       |       |
|  |                           | Letônia                   | 97                        |     |                  |                  |  |  |            |            |  |  |       |       |
|  | Letônia                   | Letônia                   | 97                        | 100 |                  |                  |  |  |            |            |  |  |       |       |
|  | Letônia                   |                           |                           | 100 |                  |                  |  |  |            |            |  |  |       |       |
|  | Montenegro                | 78                        |                           |     |                  |                  |  |  |            |            |  |  |       |       |
|  | Montenegro                | 78                        | Eslovênia                 | 93  |                  |                  |  |  |            |            |  |  |       |       |
|  | 9 de Setembro – Istambul  |                           | Eslovênia                 | 93  |                  |                  |  |  |            |            |  |  |       |       |
|  |                           | Sérvia                    | 85                        |     |                  |                  |  |  |            |            |  |  |       |       |
|  | Lituânia                  | Sérvia                    | 85                        | 64  |                  |                  |  |  |            |            |  |  |       |       |
|  | Lituânia                  | 13 de Setembro – Istambul |                           | 64  |                  |                  |  |  |            |            |  |  |       |       |
|  | Grécia                    | 77                        |                           |     |                  |                  |  |  |            |            |  |  |       |       |
|  | Grécia                    | 77                        | Grécia                    | 69  |                  |                  |  |  |            |            |  |  |       |       |
|  | 10 de Setembro – Istambul |                           | Grécia                    | 69  |                  |                  |  |  |            |            |  |  |       |       |
|  |                           | Rússia                    | 74                        |     |                  |                  |  |  |            |            |  |  |       |       |
|  | Croácia                   | Rússia                    | 74                        | 78  |                  |                  |  |  |            |            |  |  |       |       |
|  | Croácia                   |                           | 15 de Setembro – Istambul | 78  |                  |                  |  |  |            |            |  |  |       |       |
|  | Rússia                    | 101                       |                           |     |                  |                  |  |  |            |            |  |  |       |       |
|  | Rússia                    | 101                       | Rússia                    | 79  |                  |                  |  |  |            |            |  |  |       |       |
|  | 09 de Setembro – Istambul |                           | Rússia                    | 79  |                  |                  |  |  |            |            |  |  |       |       |
|  |                           | Sérvia                    | 87                        |     | Terceiro lugar   | Terceiro lugar   |  |  |            |            |  |  |       |       |
|  | Finlândia                 | Sérvia                    | 87                        | 57  | Terceiro lugar   | Terceiro lugar   |  |  |            |            |  |  |       |       |
|  | Finlândia                 | 13 de Setembro – Istambul |                           | 57  |                  |                  |  |  |            |            |  |  |       |       |
|  | Itália                    | 70                        |                           |     |                  |                  |  |  |            |            |  |  |       |       |
|  | Itália                    | 70                        | Itália                    | 67  | Espanha          | 93               |  |  |            |            |  |  |       |       |
|  | 10 de Setembro – Istambul |                           | Itália                    | 67  | Espanha          | 93               |  |  |            |            |  |  |       |       |
|  |                           | Sérvia                    | 83                        |     | Rússia           | 85               |  |  |            |            |  |  |       |       |
|  | Sérvia                    | Sérvia                    | 83                        | 86  | Rússia           | 85               |  |  |            |            |  |  |       |       |
|  | Sérvia                    |                           |                           | 86  |                  |                  |  |  |            |            |  |  |       |       |
|  | Hungria                   | 78                        |                           |     |                  |                  |  |  |            |            |  |  |       |       |
|  | Hungria                   | 78                        |                           |     |                  |                  |  |  |            |            |  |  |       |       |

### Oitavas de Finais
| 09 de setembro 15:15 | Relatório | Alemanha                                      | 84–81 | França                                     |  | Sinan Erdem Dome, Istambul Árbitros: ITA M Mazzoni ARG L Lezcano SRB S Maricic |  |
| 09 de setembro 15:15 | Relatório | Placar por quarto: 10-19, 24-21, 21-16, 29-25 |       |                                            |  | Sinan Erdem Dome, Istambul Árbitros: ITA M Mazzoni ARG L Lezcano SRB S Maricic |  |
| 09 de setembro 15:15 | Relatório | Pts: Theis 22 Rbts: Theis 6 Asts: Schroder 8  |       | Pts: Fournier 27 Rbts: Diaw 9 Asts: Diaw 6 |  | Sinan Erdem Dome, Istambul Árbitros: ITA M Mazzoni ARG L Lezcano SRB S Maricic |  |

| 10 de setembro 18:45 | Relatório | Espanha                                       | 73–56 | Turquia                                      |  | Sinan Erdem Dome, Istambul Árbitros: BRA C Maranho LTU T Jasevicius JAP T Kato |  |
| 10 de setembro 18:45 | Relatório | Placar por quarto: 19-10, 14-15, 16-18, 24-13 |       |                                              |  | Sinan Erdem Dome, Istambul Árbitros: BRA C Maranho LTU T Jasevicius JAP T Kato |  |
| 10 de setembro 18:45 | Relatório | Pts: Rubio 15 Rbts: Gasol 7 Asts: Rodriguez 9 |       | Pts: Korkmaz 23 Rbts: Erden 10 Asts: Güler 4 |  | Sinan Erdem Dome, Istambul Árbitros: BRA C Maranho LTU T Jasevicius JAP T Kato |  |

| 09 de setembro 12:30 | Relatório | Eslovênia                                      | 79–55 | Ucrânia                                                |  | Sinan Erdem Dome, Istambul Árbitros: BRA C Maranho GRE P Anastopoulos ITA T Sahin |  |
| 09 de setembro 12:30 | Relatório | Placar por quarto: 26-17, 16-10, 26-16, 11-12  |       |                                                        |  | Sinan Erdem Dome, Istambul Árbitros: BRA C Maranho GRE P Anastopoulos ITA T Sahin |  |
| 09 de setembro 12:30 | Relatório | Pts: Randolph 21 Rbts: Dončić 9 Asts: Dončić 6 |       | Pts: Pustozvonov 11 Rbts: Pustovyi 10 Asts: Lukashov 4 |  | Sinan Erdem Dome, Istambul Árbitros: BRA C Maranho GRE P Anastopoulos ITA T Sahin |  |

| 10 de setembro 12:30 | Relatório | Letônia                                            | 100–68 | Montenegro                                   |  | Sinan Erdem Dome, Istambul Árbitros: ESP V Bulto BUL M Horodov ITA M Mazzoni |  |
| 10 de setembro 12:30 | Relatório | Placar por quarto: 27-15, 26-22, 29-15, 18-16      |        |                                              |  | Sinan Erdem Dome, Istambul Árbitros: ESP V Bulto BUL M Horodov ITA M Mazzoni |  |
| 10 de setembro 12:30 | Relatório | Pts: Timma 21 Rbts: Porziņģis 7 Asts: Strēlnieks 7 |        | Pts: Dubljević Rbts: Vučević Asts: Vučević 4 |  | Sinan Erdem Dome, Istambul Árbitros: ESP V Bulto BUL M Horodov ITA M Mazzoni |  |

| 09 de setembro 21:30 | Relatório | Lituânia                                                  | 64–77 | Grécia                                             |  | Sinan Erdem Dome, Istambul Árbitros: ESP V Bulto POL M Cmikiewicz BIH P Obradovic |  |
| 09 de setembro 21:30 | Relatório | Placar por quarto: 17-25, 13-12, 18-24, 16-16             |       |                                                    |  | Sinan Erdem Dome, Istambul Árbitros: ESP V Bulto POL M Cmikiewicz BIH P Obradovic |  |
| 09 de setembro 21:30 | Relatório | Pts: Kuzminskas 20 Rbts: Valančiūnas 15 Asts: Kalnietis 7 |       | Pts: Sloukas 21 Rbts: Bourousis 8 Asts: Calathes 6 |  | Sinan Erdem Dome, Istambul Árbitros: ESP V Bulto POL M Cmikiewicz BIH P Obradovic |  |

| 10 de setembro 21:30 | Relatório | Croácia                                         | 78–101 | Rússia                                        |  | Sinan Erdem Dome, Istambul Árbitros: PUR R Vazquez ITA S Lanzarini FRA Y Rosso |  |
| 10 de setembro 21:30 | Relatório | Placar por quarto: 23-25, 19-21, 15-26, 21-29   |        |                                               |  | Sinan Erdem Dome, Istambul Árbitros: PUR R Vazquez ITA S Lanzarini FRA Y Rosso |  |
| 10 de setembro 21:30 | Relatório | Pts: Bogdanović 28 Rbts: Ramljak 6 Asts: Ukić 5 |        | Pts: Shved 27 Rbts: Kurbanov 5 Asts: Shved 12 |  | Sinan Erdem Dome, Istambul Árbitros: PUR R Vazquez ITA S Lanzarini FRA Y Rosso |  |

| 09 de setembro 18:45 | Relatório | Finlândia                                      | 57–70 | Itália                                            |  | Sinan Erdem Dome, Istambul Árbitros: ESP A Conde LAT M Kozkovskis BIH A Zurapovic |  |
| 09 de setembro 18:45 | Relatório | Placar por quarto: 17-30, 12-18, 13-10, 15-12  |       |                                                   |  | Sinan Erdem Dome, Istambul Árbitros: ESP A Conde LAT M Kozkovskis BIH A Zurapovic |  |
| 09 de setembro 18:45 | Relatório | Pts: Koponen 13 Rbts: Salin 8 Asts: Rannikko 3 |       | Pts: Belinelli 22 Rbts: Hackett 6 Asts: Hackett 3 |  | Sinan Erdem Dome, Istambul Árbitros: ESP A Conde LAT M Kozkovskis BIH A Zurapovic |  |

| 10 de setembro 15:15 | Relatório | Sérvia                                        | 86–78 | Hungria                                 |  | Sinan Erdem Dome, Istambul Árbitros: ARG L Lezcano GRE G Poursanidis TUR Y Yilmaz |  |
| 10 de setembro 15:15 | Relatório | Placar por quarto: 24-16, 24-25, 21-12, 17-25 |       |                                         |  | Sinan Erdem Dome, Istambul Árbitros: ARG L Lezcano GRE G Poursanidis TUR Y Yilmaz |  |
| 10 de setembro 15:15 | Relatório | Pts: Kuzmić 17 Rbts: Kuzmić 10 Asts: Jović 5  |       | Pts: Perl 22 Rbts: Perl 7 Asts: Hanga 4 |  | Sinan Erdem Dome, Istambul Árbitros: ARG L Lezcano GRE G Poursanidis TUR Y Yilmaz |  |

### Quartas de Finais
| 12 de setembro 18:45 | Relatório | Alemanha                                            | 72–84 | Espanha                                        |  | Sinan Erdem Dome, Istambul Árbitros: ITA M Mazzoni GRE P Anastopoulos SRB A Glisic |  |
| 12 de setembro 18:45 | Relatório | Placar por quarto: 19-16, 14-18, 20-31, 19-19       |       |                                                |  | Sinan Erdem Dome, Istambul Árbitros: ITA M Mazzoni GRE P Anastopoulos SRB A Glisic |  |
| 12 de setembro 18:45 | Relatório | Pts: Schröder 27 Rbts: Voigtmann 7 Asts: Schroder 8 |       | Pts: Gasol 28 Rbts: Gasol 10 Asts: Rodriguez 8 |  | Sinan Erdem Dome, Istambul Árbitros: ITA M Mazzoni GRE P Anastopoulos SRB A Glisic |  |

| 12 de setembro 21:30 | Relatório | Eslovênia                                      | 103–97 | Letônia                                                 |  | Sinan Erdem Dome, Istambul Árbitros: PUR T Vazquez ITA S Lanzarini ARG L Lezcano |  |
| 12 de setembro 21:30 | Relatório | Placar por quarto: 34-23, 17-32, 25-11, 27-31  |        |                                                         |  | Sinan Erdem Dome, Istambul Árbitros: PUR T Vazquez ITA S Lanzarini ARG L Lezcano |  |
| 12 de setembro 21:30 | Relatório | Pts: Dončić 27 Rbts: Randolph 9 Asts: Dragić 8 |        | Pts: Porziņģis 34 Rbts: Strēlnieks 7 Asts: Strēlnieks 9 |  | Sinan Erdem Dome, Istambul Árbitros: PUR T Vazquez ITA S Lanzarini ARG L Lezcano |  |

| 13 de setembro 18:45 | Relatório | Grécia                                              | 69–74 | Rússia                                            |  | Sinan Erdem Dome, Istambul Árbitros: BRA C Maranho ESP A Conde FRA Y Rosso |  |
| 13 de setembro 18:45 | Relatório | Placar por quarto: 24-17, 13-14, 16-20, 16-23       |       |                                                   |  | Sinan Erdem Dome, Istambul Árbitros: BRA C Maranho ESP A Conde FRA Y Rosso |  |
| 13 de setembro 18:45 | Relatório | Pts: Calathes 25 Rbts: Bourousis 7 Asts: Calathes 7 |       | Pts: Shved 26 Rbts: Vorontsevich 12 Asts: Shved 5 |  | Sinan Erdem Dome, Istambul Árbitros: BRA C Maranho ESP A Conde FRA Y Rosso |  |

| 13 de setembro 21:30 | Relatório | Itália                                         | 67–83 | Sérvia                                              |  | Sinan Erdem Dome, Istambul Árbitros: ESP V Bulto LTU T Jasevicius JAP T Kato |  |
| 13 de setembro 21:30 | Relatório | Placar por quarto: 17-18, 16-26, 15-15, 19-24  |       |                                                     |  | Sinan Erdem Dome, Istambul Árbitros: ESP V Bulto LTU T Jasevicius JAP T Kato |  |
| 13 de setembro 21:30 | Relatório | Pts: Belinelli 18 Rbts: Filloy 3 Asts: Melli 3 |       | Pts: Bogdanović 22 Rbts: Marjanović 7 Asts: Jović 5 |  | Sinan Erdem Dome, Istambul Árbitros: ESP V Bulto LTU T Jasevicius JAP T Kato |  |

### Semifinais
| 14 de setembro 21:30 | Relatório | Espanha                                             | 72–92 | Eslovênia                                     |  | Sinan Erdem Dome, Istambul Árbitros: BRA C Maranho ITA T Sahin FRA Y Rosso |  |
| 14 de setembro 21:30 | Relatório | Placar por quarto: 19-25, 26-24, 12-24, 15-19       |       |                                               |  | Sinan Erdem Dome, Istambul Árbitros: BRA C Maranho ITA T Sahin FRA Y Rosso |  |
| 14 de setembro 21:30 | Relatório | Pts: P. Gasol 16 Rbts: M. Gasol 10 Asts: M. Gasol 4 |       | Pts: Dragić 15 Rbts: Dončić 12 Asts: Dončić 8 |  | Sinan Erdem Dome, Istambul Árbitros: BRA C Maranho ITA T Sahin FRA Y Rosso |  |

| 15 de setembro 21:30 | Relatório | Rússia                                        | 79–87 | Sérvia                                      |  | Sinan Erdem Dome, Istambul Árbitros: ARG L Lezcano GRE P Anastopoulos ITA M Lanzarini |  |
| 15 de setembro 21:30 | Relatório | Placar por quarto: 20-25, 14-23, 23-18, 22-21 |       |                                             |  | Sinan Erdem Dome, Istambul Árbitros: ARG L Lezcano GRE P Anastopoulos ITA M Lanzarini |  |
| 15 de setembro 21:30 | Relatório | Pts: Shved 33 Rbts: Mozgov 9 Asts: Shved 5    |       | Pts: Bogdanović Rbts: Lučić 8 Asts: Jović 6 |  | Sinan Erdem Dome, Istambul Árbitros: ARG L Lezcano GRE P Anastopoulos ITA M Lanzarini |  |

### Decisão de Terceiro Lugar
| 17 de setembro 17:00 | relatório | Espanha                                           | 93–85 | Rússia                                         |  | Sinan Erdem Dome, Istambul Árbitros: ARG L Lezcano LTU T Jasevicius ITA M Mazzoni |  |
| 17 de setembro 17:00 | relatório | Placar por quarto: 21-13, 24-15, 21-27, 27-30     |       |                                                |  | Sinan Erdem Dome, Istambul Árbitros: ARG L Lezcano LTU T Jasevicius ITA M Mazzoni |  |
| 17 de setembro 17:00 | relatório | Pts: P. Gasol Rbts: P. Gasol 10 Asts: Rodriguez 9 |       | Pts: Shved 18 Rbts: Mozgov 10 Asts: Khvostov 9 |  | Sinan Erdem Dome, Istambul Árbitros: ARG L Lezcano LTU T Jasevicius ITA M Mazzoni |  |

## A Final

### OSinan Erdem Dome

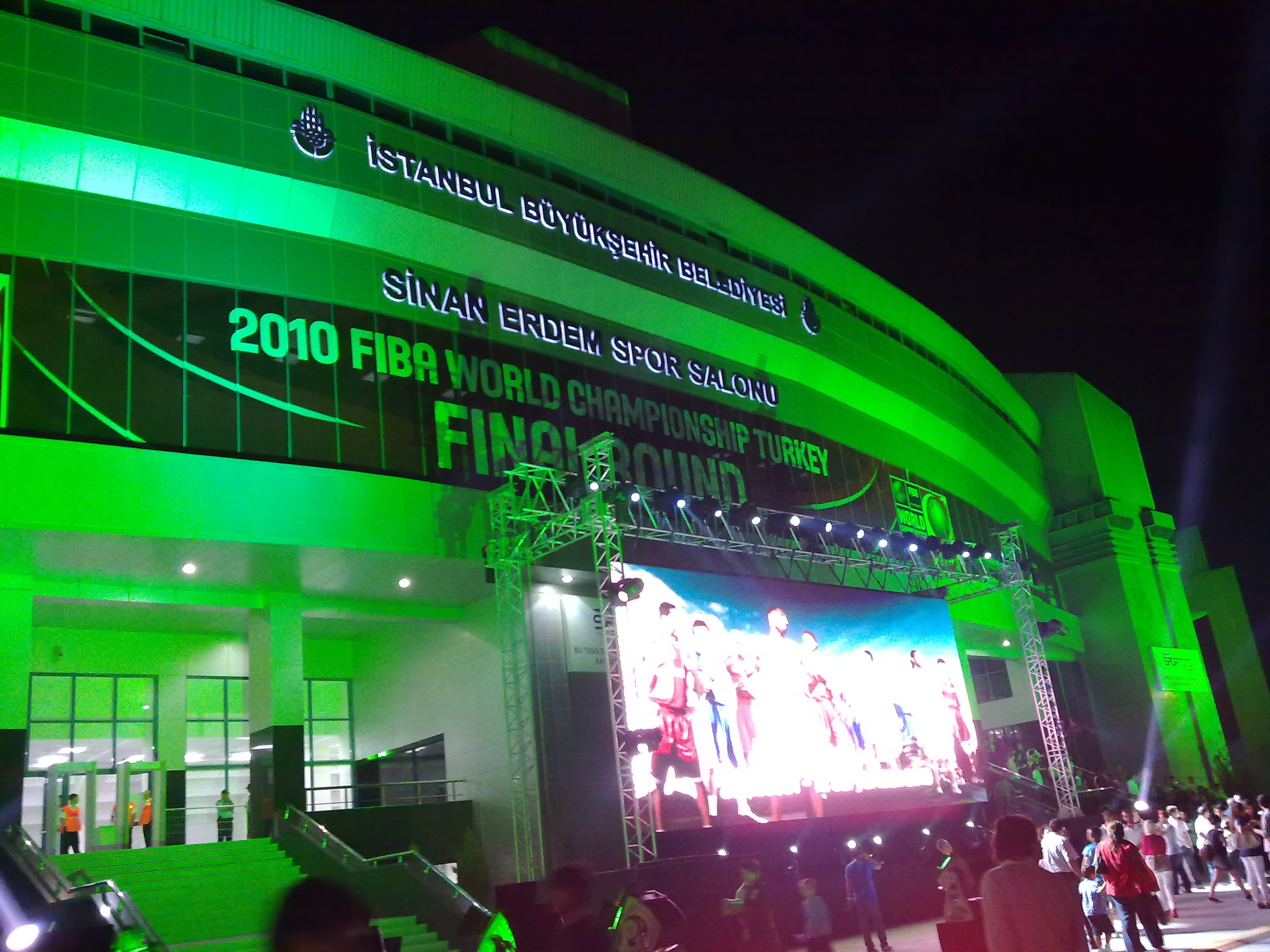
Vista Frontal do Sinan Erdem Dome durante o Mundial de 2010
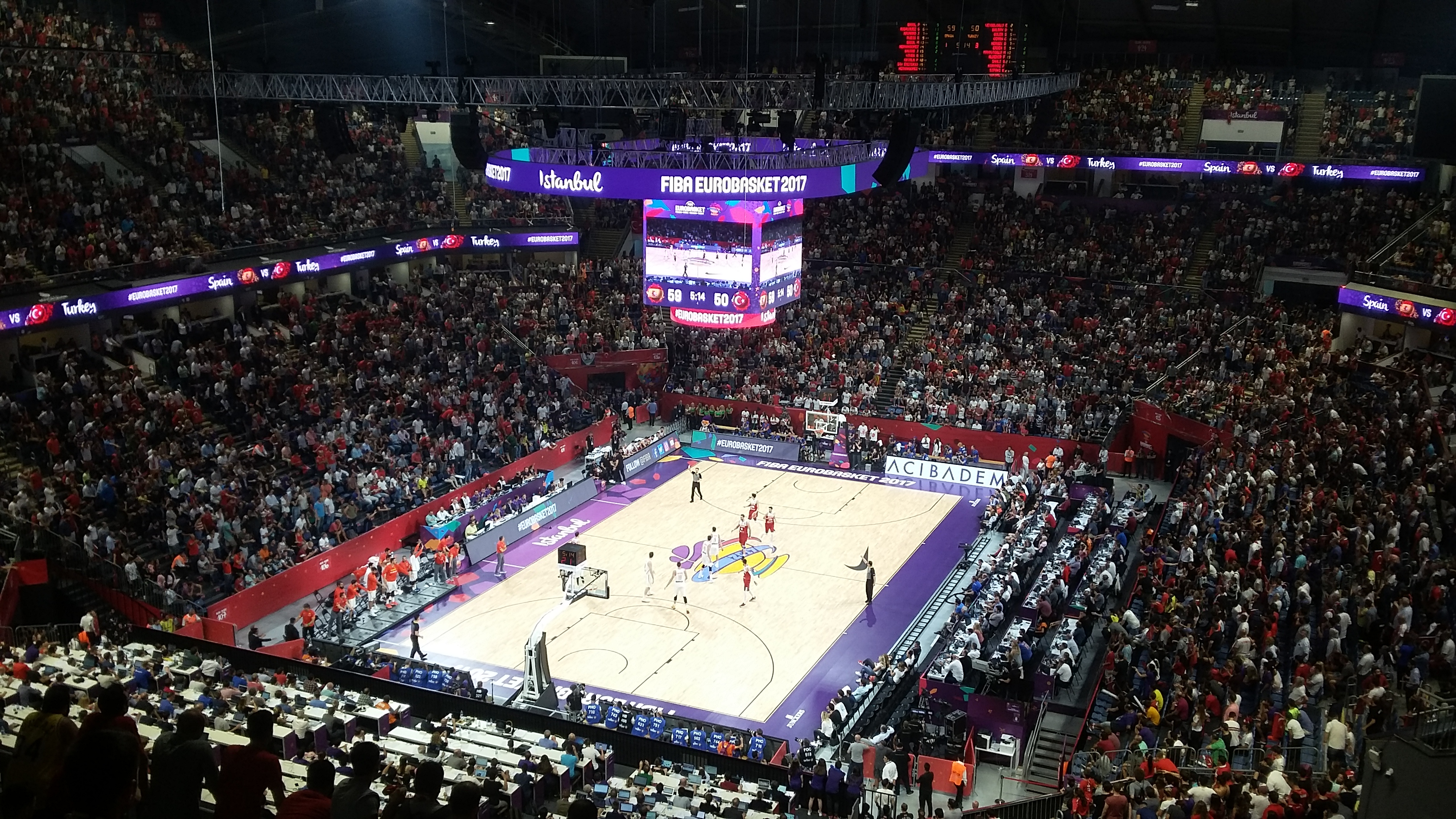
Durante a partida Espanha e Turquia.
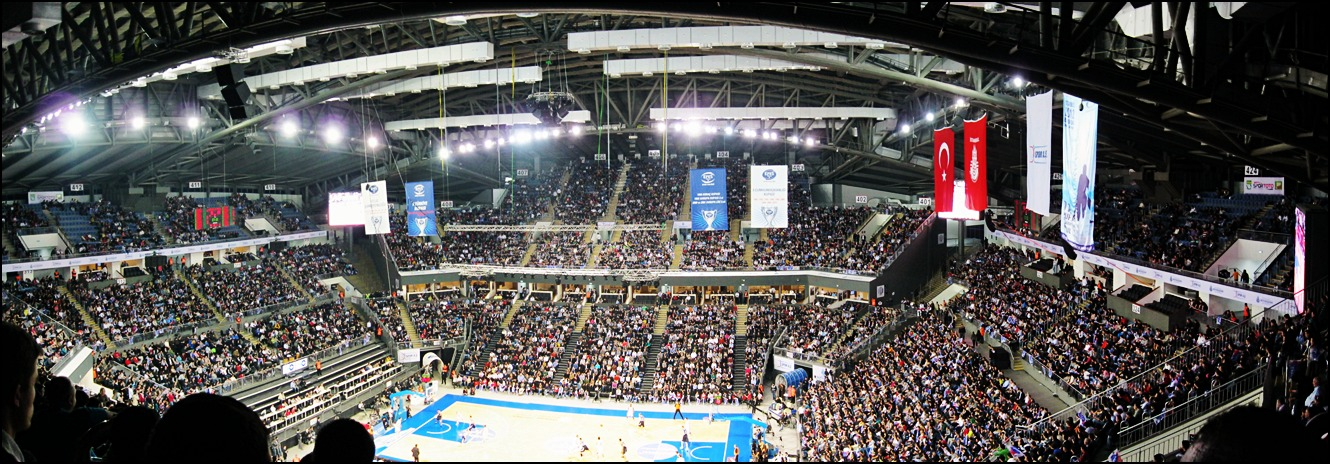
Panorama interno

### Estrela Eslovenas

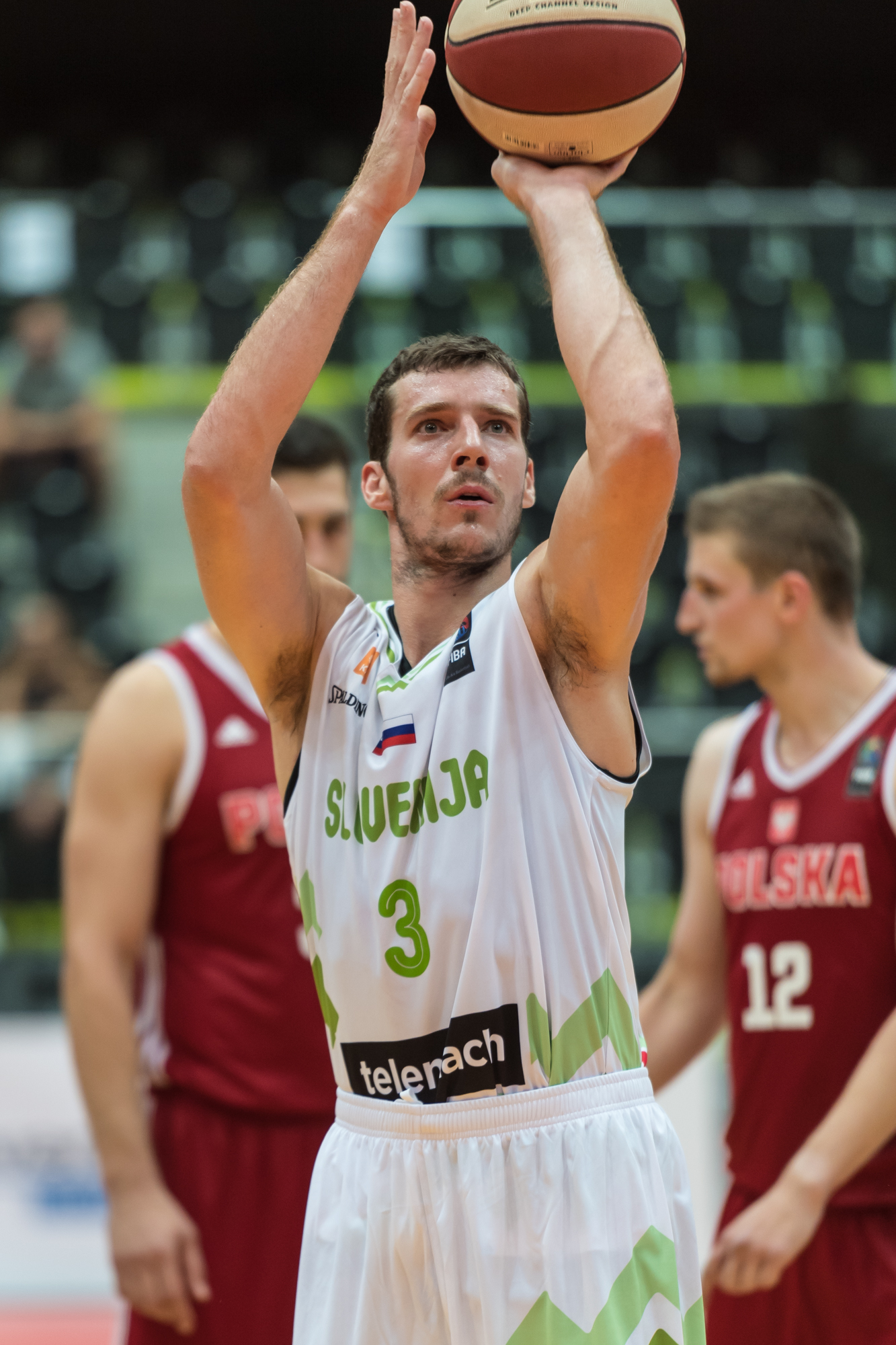
Goran Dragić (Miami Heat)
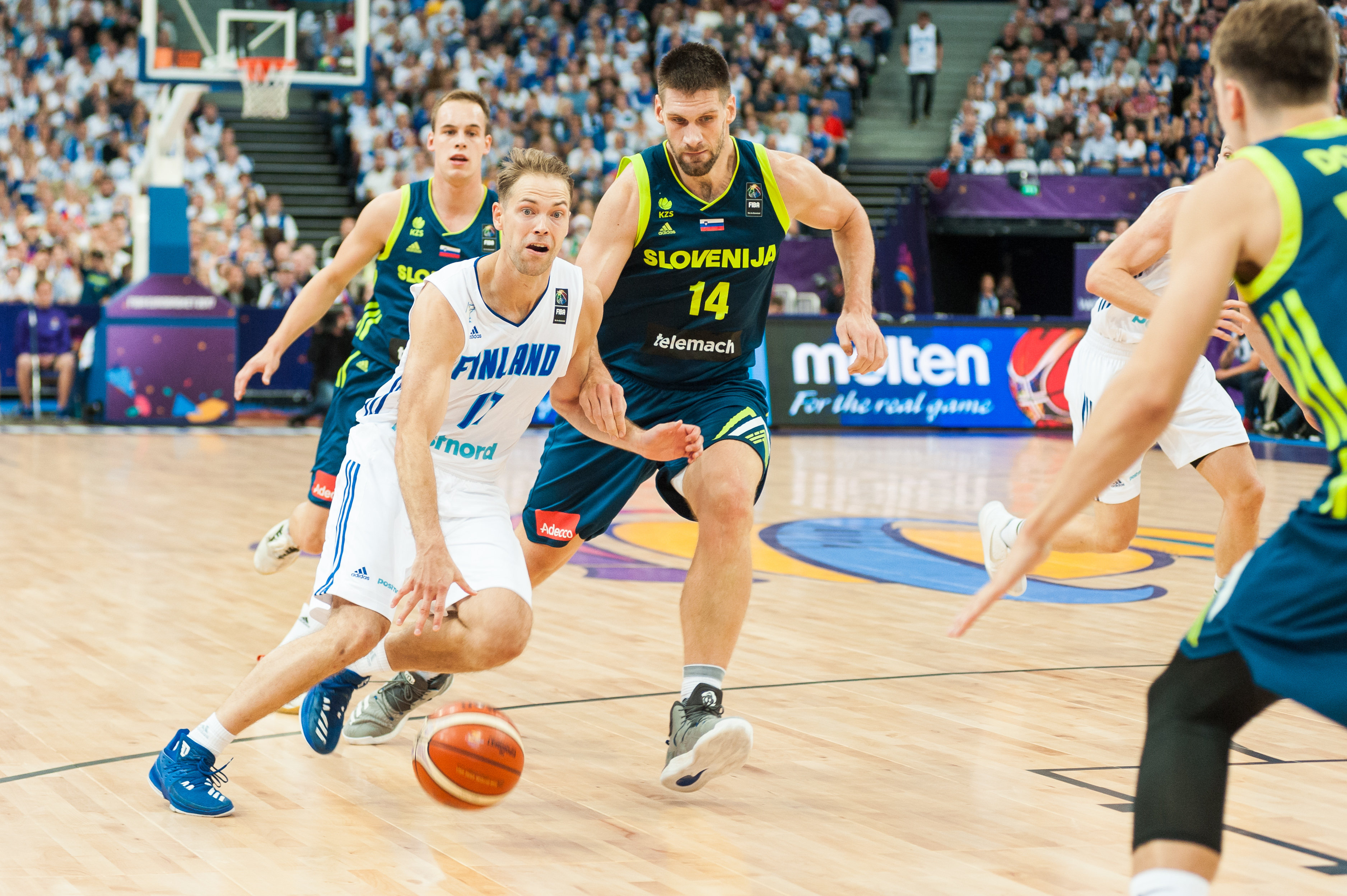
Gašper Vidmar (Banvit BK) (de camisa verde 14)
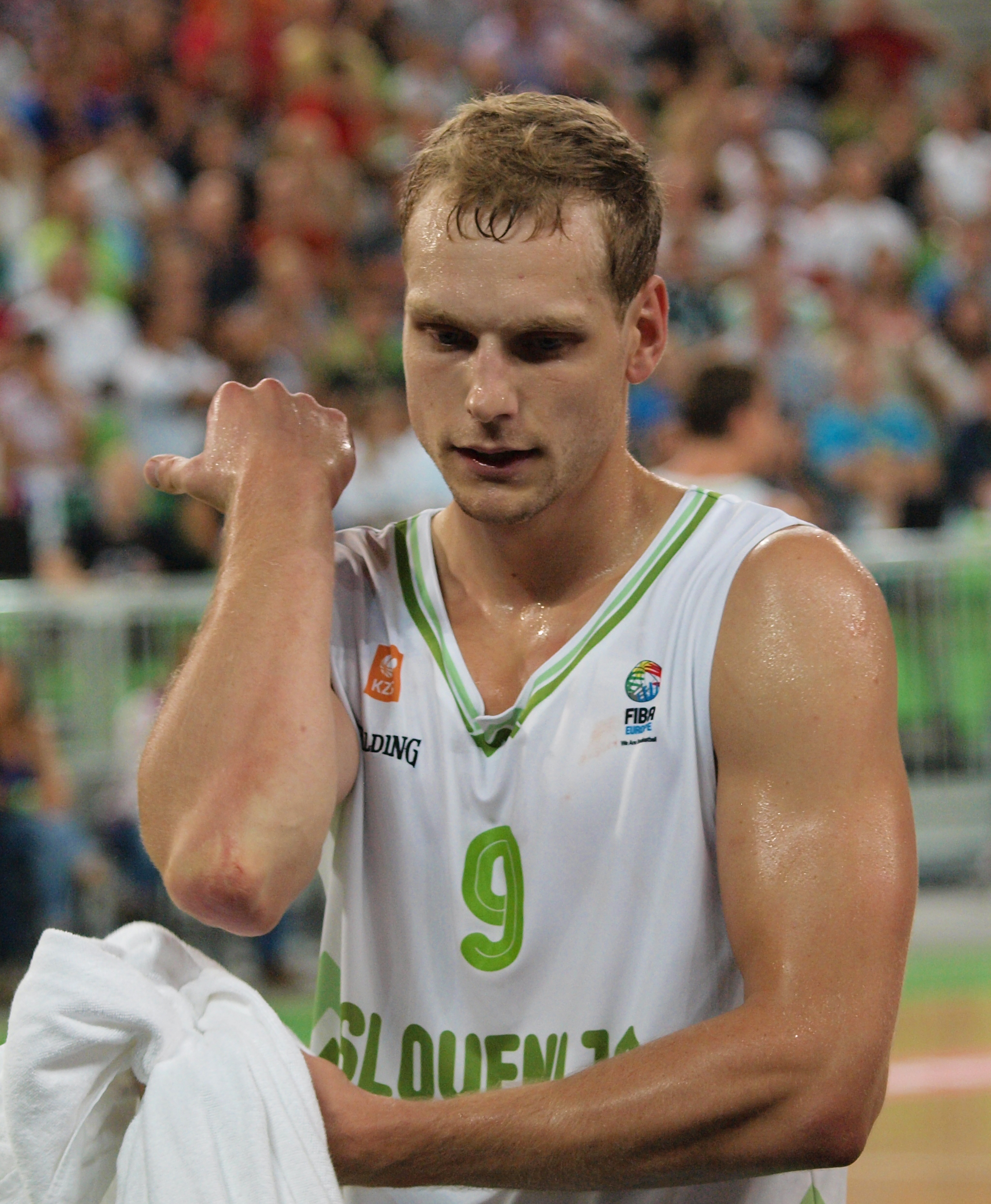
Jaka Blažič (MoraBanc Andorra)
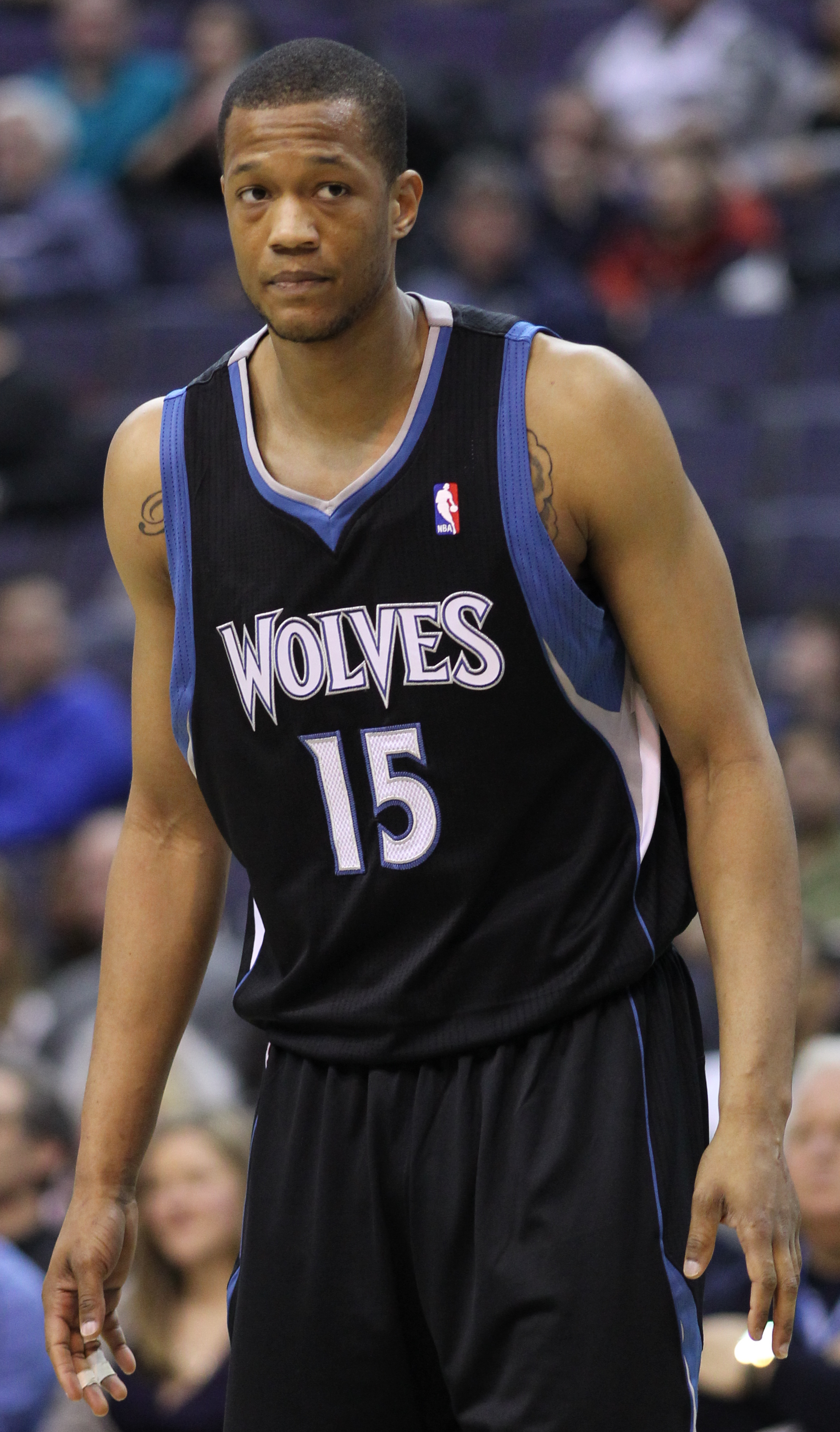
Anthony Randolph (Real Madrid)

### Estrelas Sérvias

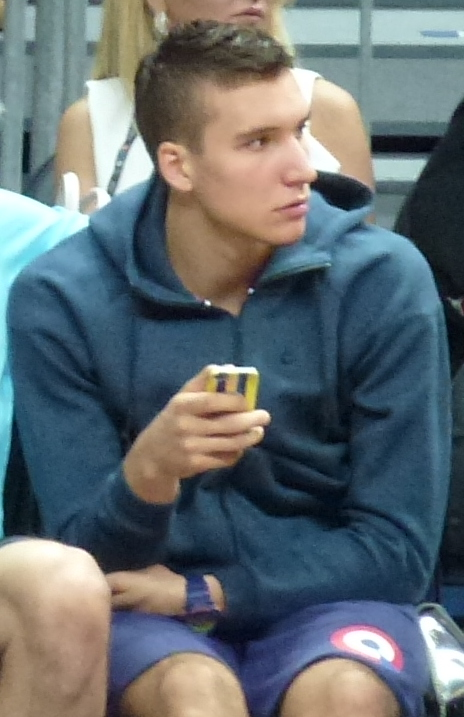
Bogdan Bogdanović (Sacramento Kings)
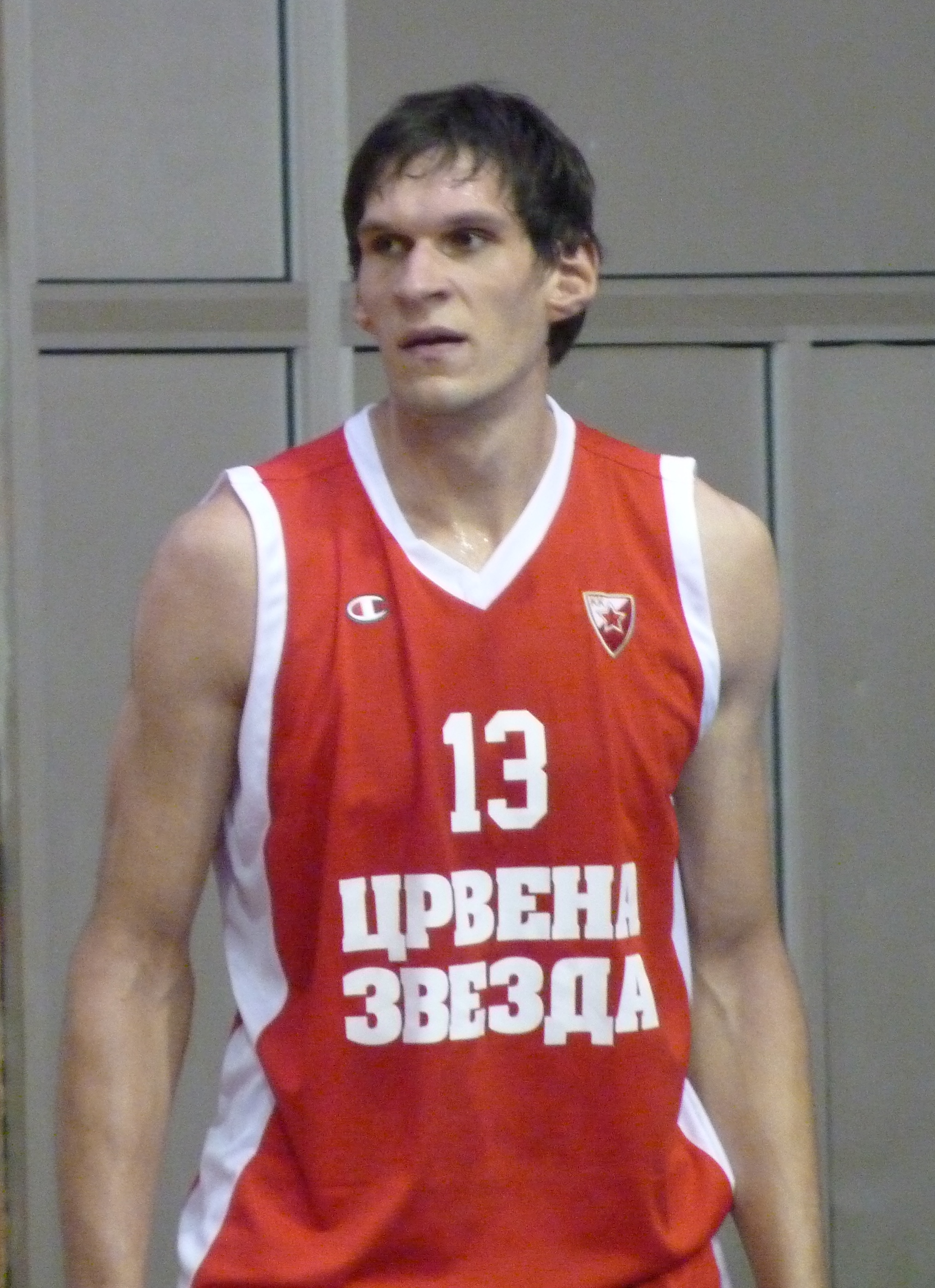
Boban Marjanović (Detroit Pistons)
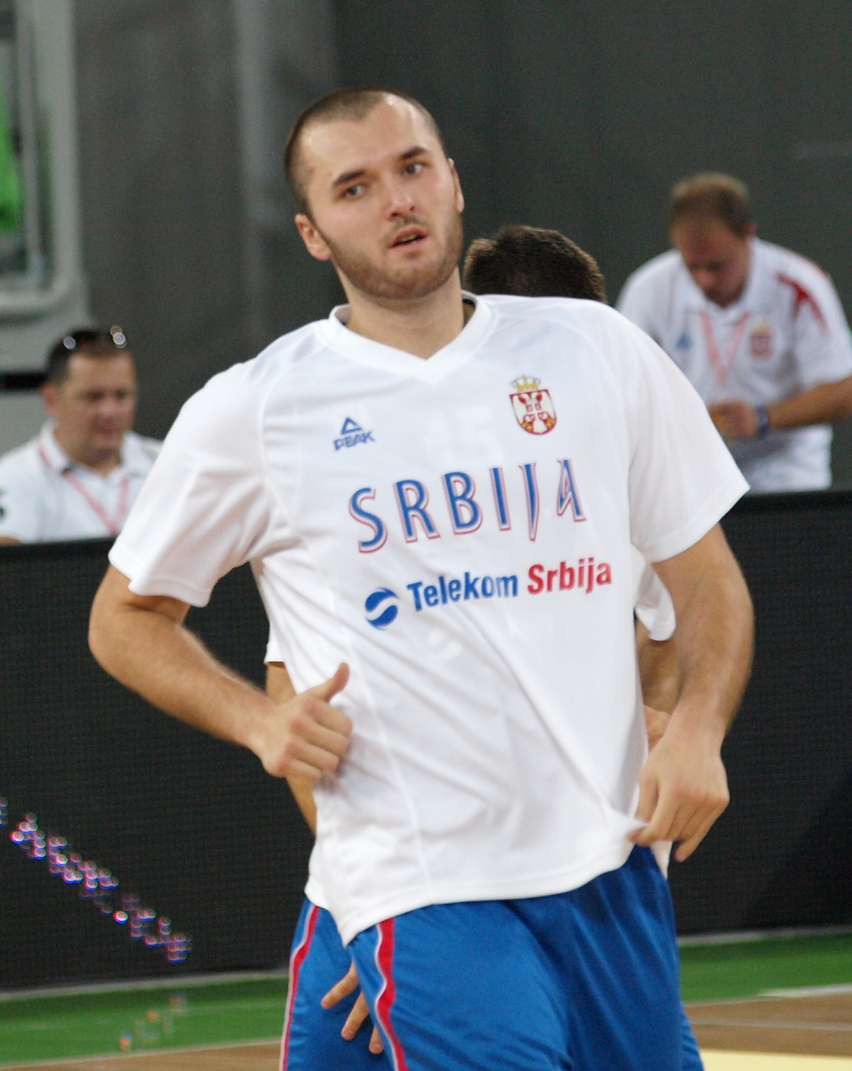
Milan Mačvan (Bayern München)
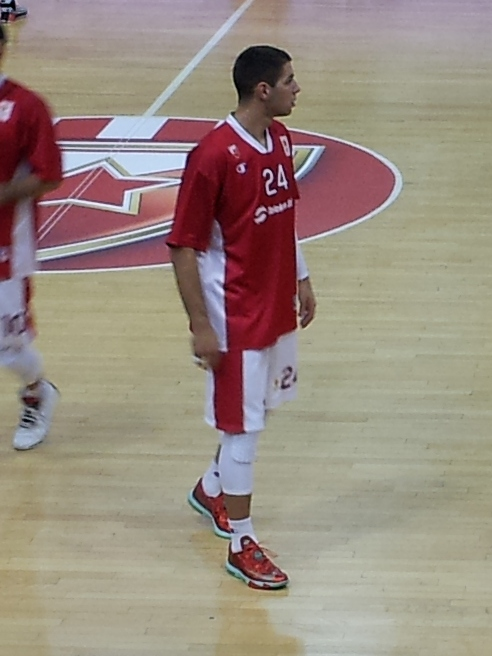
Stefan Jović Bayern München)
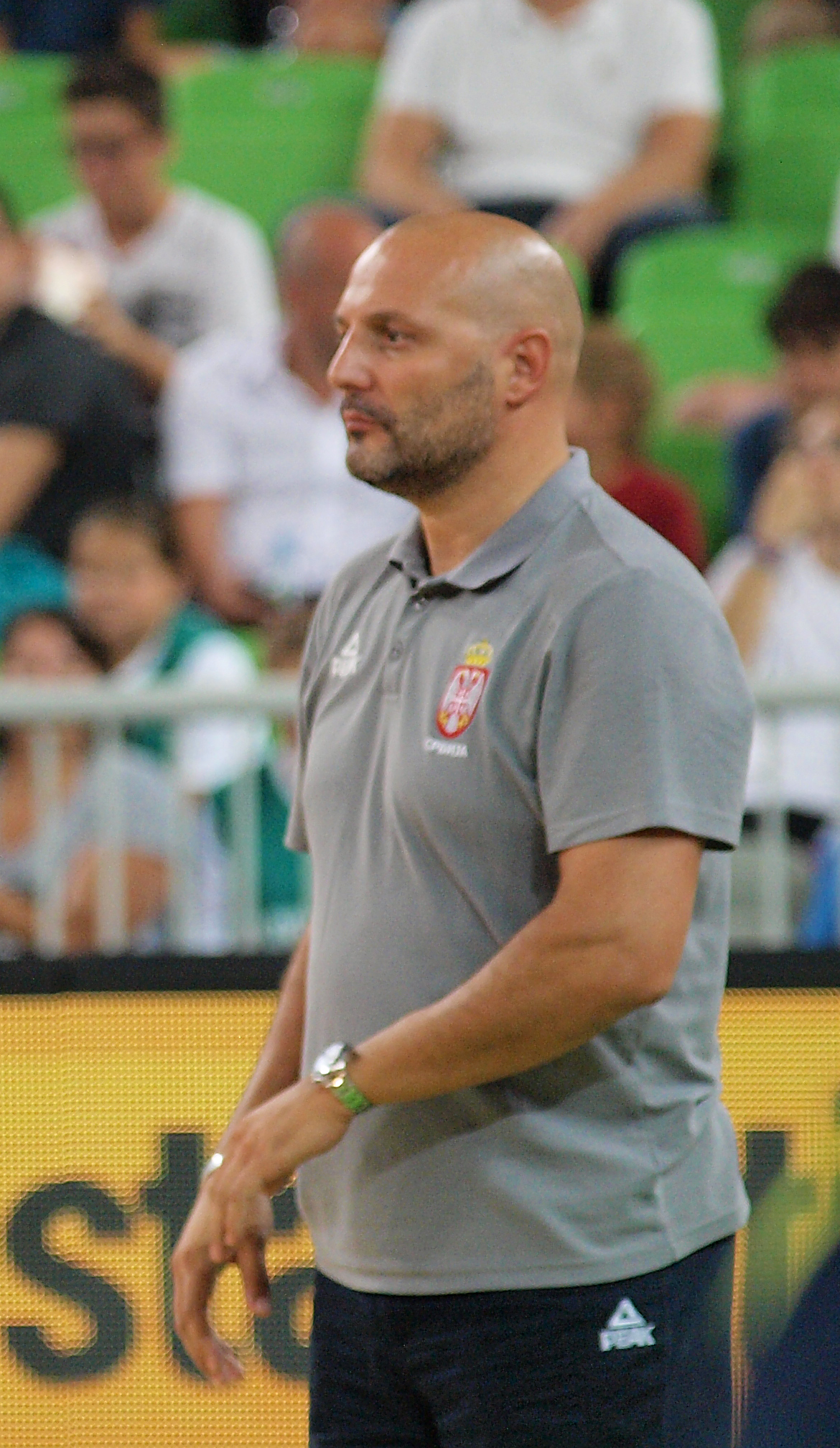
Treinador Aleksandar Đorđević Bayern München)

### Retrospecto de partidas entre Eslovênia e Sérvia
(*) Partidas em competições internacionais FIBA.
| 19 de Setembro de 2013 | EuroBasket, Liubliana | EuroBasket, Liubliana |
| Sérvia                 | 74-92                 | Eslovênia             |
| 17 de Setembro de 2011 | EuroBasket, Kaunas    | EuroBasket, Kaunas    |
| Eslovênia              | 72-68                 | Sérvia                |
| 19 de Setembro de 2011 | EuroBasket, Katowice  | EuroBasket, Katowice  |
| Sérvia                 | 96-92                 | Eslovênia             |
| 08 de setembro de 2009 | EuroBasket, Varsóvia  | EuroBasket, Varsóvia  |
| Eslovênia              | 80-69                 | Sérvia                |

| Seleção   | V | D | P+  | P-  | SP  |
| --------- | - | - | --- | --- | --- |
| Eslovênia | 3 | 1 | 341 | 307 | 34  |
| Sérvia    | 1 | 3 | 307 | 341 | -34 |

### Eslovênia x Sérvia (17/09/2017)
| 17 de setembro 21:30 | relatório | Eslovênia                                     | 93–85 | Sérvia                                              |  | Sinan Erdem Dome, Istambul Árbitros: BRA C Maranho ESP A Conde ITA T Sahin |  |
| 17 de setembro 21:30 | relatório | Placar por quarto: 20-22, 36-25, 15-20, 22-18 |       |                                                     |  | Sinan Erdem Dome, Istambul Árbitros: BRA C Maranho ESP A Conde ITA T Sahin |  |
| 17 de setembro 21:30 | relatório | Pts: Dragić 35 Rbts: Dragić 7 Asts: Dragić 3  |       | Pts: Bogdanović 22 Rbts: Lučić 8 Asts: Bogdanović 5 |  | Sinan Erdem Dome, Istambul Árbitros: BRA C Maranho ESP A Conde ITA T Sahin |  |

| Eslovênia | Eslovênia        | Eslovênia     | Eslovênia     | Eslovênia     | Eslovênia     |
| Jogador   | Jogador          | Pts           | Reb           | Assts         | Minutos       |
| --------- | ---------------- | ------------- | ------------- | ------------- | ------------- |
| 0         | Anthony Randolph | 11            | 4             | 2             | 29:06         |
| 1         | Matic Rebec      | não jogou     | não jogou     | não jogou     | não jogou     |
| 3         | Goran Dragić     | 35            | 7             | 3             | 28:21         |
| 6         | Aleksej Nikolić  | 4             | 3             | 2             | 12:47         |
| 7         | Klemen Prepelič  | 21            | 4             | 3             | 27:38         |
| 8         | Edo Murić        | 5             | 1             | 0             | 12:17         |
| 11        | Jaka Blažič      | 7             | 3             | 2             | 19:09         |
| 14        | Gašper Vidmar    | 2             | 5             | 0             | 27:23         |
| 17        | Saša Zagorac     | 0             | 0             | 0             | 01:29         |
| 22        | Žiga Dimec       | 0             | 1             | 0             | 10:05         |
| 31        | Vlatko Čančar    | 0             | 0             | 0             | 09:16         |
| 77        | Luka Dončić      | 8             | 7             | 2             | 22:49         |
| Treinador | Treinador        | Igor Kokoškov | Igor Kokoškov | Igor Kokoškov | Igor Kokoškov |

| Sérvia    | Sérvia               | Sérvia              | Sérvia              | Sérvia              | Sérvia              |
| Jogador   | Jogador              | Pts                 | Reb                 | Assts               | Minutos             |
| --------- | -------------------- | ------------------- | ------------------- | ------------------- | ------------------- |
| 6         | Milan Mačvan         | 18                  | 5                   | 3                   | 28:21               |
| 7         | Bogdan Bogdanović    | 22                  | 4                   | 5                   | 33:19               |
| 11        | Vladimir Lučić       | 9                   | 8                   | 2                   | 34:29               |
| 12        | Dragan Milosavljević | 2                   | 1                   | 0                   | 07:52               |
| 14        | Stefan Birčević      | 8                   | 5                   | 0                   | 11:20               |
| 15        | Vladimir Štimac      | 2                   | 1                   | 0                   | 06:58               |
| 19        | Branko Lazić         | não jogou           | não jogou           | não jogou           | não jogou           |
| 22        | Vasilije Micić       | 4                   | 1                   | 3                   | 18:14               |
| 23        | Marko Gudurić        | 6                   | 1                   | 0                   | 16:31               |
| 19        | Stefan Jović         | 2                   | 0                   | 2                   | 14:38               |
| 32        | Ognjen Kuzmić        | 6                   | 1                   | 0                   | 13:18               |
| 51        | Boban Marjanović     | 6                   | 3                   | 1                   | 15:00               |
| Treinador | Treinador            | Aleksandar Đorđević | Aleksandar Đorđević | Aleksandar Đorđević | Aleksandar Đorđević |

### Campeões
| EuroBasket 2017 Campeões |
| ------------------------ |
| Eslovênia 1º Titulo      |

## Classificação Final[2]
| Posição                                                    | Seleção      | J          | V          | D          | P+         | P-         | SP         |
| Finalistas                                                 | Finalistas   | Finalistas | Finalistas | Finalistas | Finalistas | Finalistas | Finalistas |
| ---------------------------------------------------------- | ------------ | ---------- | ---------- | ---------- | ---------- | ---------- | ---------- |
| 1                                                          | Eslovênia    | 9          | 9          | 0          | 813        | 693        | +120       |
| 2                                                          | Sérvia       | 9          | 7          | 2          | 741        | 670        | +71        |
| Disputa da Medalha de Bronze                               |              |            |            |            |            |            |            |
| 3                                                          | Espanha      | 9          | 8          | 1          | 771        | 608        | +163       |
| 4º                                                         | Rússia       | 9          | 6          | 3          | 717        | 693        | +24        |
| Eliminados nas Quartas de Finais                           |              |            |            |            |            |            |            |
| 5º                                                         | Letônia      | 7          | 5          | 2          | 641        | 567        | +74        |
| 6º                                                         | Alemanha     | 7          | 4          | 3          | 511        | 511        | 0          |
| 7º                                                         | Itália       | 7          | 4          | 3          | 483        | 462        | +21        |
| 8º                                                         | Grécia       | 7          | 3          | 4          | 567        | 538        | +29        |
| Eliminados nas Oitavas de Finais                           |              |            |            |            |            |            |            |
| 9º                                                         | Lituânia     | 6          | 4          | 2          | 490        | 436        | +54        |
| 10º                                                        | Croácia      | 6          | 4          | 2          | 475        | 437        | +38        |
| 11º                                                        | Finlândia    | 6          | 4          | 2          | 483        | 478        | +5         |
| 12º                                                        | França       | 6          | 3          | 3          | 531        | 506        | +25        |
| 13º                                                        | Montenegro   | 6          | 3          | 3          | 446        | 467        | –21        |
| 14º                                                        | Turquia      | 6          | 2          | 4          | 444        | 453        | –9         |
| 15º                                                        | Ucrânia      | 6          | 2          | 4          | 422        | 471        | −49        |
| 16º                                                        | Hungria      | 6          | 2          | 4          | 413        | 456        | –43        |
| Eliminados na Fase Preliminar (5º colocado no grupo)       |              |            |            |            |            |            |            |
| 17º                                                        | Geórgia      | 5          | 2          | 3          | 390        | 394        | −4         |
| 18º                                                        | Polônia      | 5          | 1          | 4          | 411        | 414        | −3         |
| 19º                                                        | Bélgica      | 5          | 1          | 4          | 353        | 410        | −57        |
| 20º                                                        | Chéquia      | 5          | 1          | 4          | 356        | 441        | −85        |
| Eliminados na Fase Preliminar (últimos colocados no grupo) |              |            |            |            |            |            |            |
| 21º                                                        | Israel       | 5          | 1          | 4          | 358        | 429        | −71        |
| 22º                                                        | Grã Bretanha | 5          | 0          | 5          | 390        | 448        | −58        |
| 23º                                                        | Romênia      | 5          | 0          | 5          | 316        | 414        | −98        |
| 24º                                                        | Islândia     | 5          | 0          | 5          | 355        | 481        | −126       |

## Líderes em Estatísticas

### Jogadores
| #  | Jogador            | TP  | PPG  |
| -- | ------------------ | --- | ---- |
| 1  | Alexey Shved       | 219 | 24,3 |
| 2  | Dennis Schröder    | 166 | 23,7 |
| 3  | Kristaps Porziņģis | 165 | 23,6 |
| 4  | Goran Dragić       | 203 | 22,6 |
| 5  | Bojan Bogdanović   | 135 | 22,5 |
| 6  | Bogdan Bogdanović  | 184 | 20,4 |
| 7  | Lauri Markkanen    | 117 | 19,5 |
| 8  | Tornike Shengelia  | 94  | 18,8 |
| 9  | Marco Belinelli    | 125 | 17,9 |
| 10 | Pau Gasol          | 71  | 17,8 |

| #  | Jogador           | RO% | RD% | TR | RPG  |
| -- | ----------------- | --- | --- | -- | ---- |
| 1  | Jonas Valančiūnas | 4,3 | 7,7 | 72 | 12,0 |
| 2  | Gabe Olaseni      | 2,4 | 8,8 | 56 | 11,2 |
| 3  | Zaza Pachulia     | 3,8 | 5,4 | 46 | 9,2  |
| 4  | Luka Dončić       | 1.0 | 71  | 73 | 8,1  |
| 5  | Nikola Vučević    | 3,2 | 4,8 | 48 | 8,0  |
| 6  | Tornike Shengelia | 1,2 | 6,6 | 39 | 7,8  |
| 7  | Pau Gasol         | 2,3 | 5,5 | 62 | 7,8  |
| 8  | Timofey Mozgov    | 2,4 | 5,0 | 67 | 7,4  |
| 9  | Marc Gasol        | 1,1 | 6,1 | 65 | 7,2  |
| 10 | Mateusz Ponitka   | 2,4 | 4,8 | 36 | 7,2  |

| #  | Jogador          | TA | APG |
| -- | ---------------- | -- | --- |
| 1  | Mantas Kalnietis | 43 | 7,2 |
| 2  | Sergio Rodríguez | 61 | 6,8 |
| 3  | Tomáš Satoranský | 33 | 6,6 |
| 4  | Jānis Strēlnieks | 46 | 6,6 |
| 5  | Petteri Koponen  | 38 | 6,3 |
| 6  | Alexey Shved     | 53 | 5,9 |
| 7  | Dennis Schröder  | 39 | 5,9 |
| 8  | Denys Lukashov   | 33 | 5,5 |
| 9  | Stefan Jović     | 49 | 5,4 |
| 10 | Dairis Bertāns   | 37 | 5,3 |

### Seleções
| #  | Seleção   | TP  | PPG  |
| -- | --------- | --- | ---- |
| 1  | Letônia   | 641 | 91,6 |
| 2  | Eslovênia | 813 | 90,3 |
| 3  | França    | 531 | 88,5 |
| 4  | Espanha   | 771 | 85,7 |
| 5  | Sérvia    | 741 | 82,3 |
| 6  | Polônia   | 411 | 82,2 |
| 7  | Lituânia  | 490 | 81,7 |
| 8  | Grécia    | 567 | 81,0 |
| 9  | Finlândia | 483 | 80,5 |
| 10 | Rússia    | 717 | 79,7 |

| #  | Seleção    | RO%  | RD%  | TR  | RPJ  |
| -- | ---------- | ---- | ---- | --- | ---- |
| 1  | Espanha    | 12,2 | 29,8 | 378 | 42,0 |
| 2  | Lituânia   | 12,7 | 27,7 | 242 | 40,3 |
| 3  | Sérvia     | 12,7 | 25,9 | 347 | 38,6 |
| 3  | Eslovênia  | 11,0 | 27,6 | 347 | 38,6 |
| 5  | Polônia    | 10,4 | 27,8 | 191 | 38,2 |
| 6  | Montenegro | 12,0 | 25,2 | 223 | 37,2 |
| 7  | França     | 9,2  | 27,8 | 222 | 37,0 |
| 8  | Geórgia    | 9,2  | 27,4 | 183 | 36,6 |
| 9  | Finlândia  | 11,7 | 24,8 | 219 | 36,5 |
| 10 | Croácia    | 9,0  | 27,3 | 218 | 36,3 |

| #  | Seleção      | TA  | APG  |
| -- | ------------ | --- | ---- |
| 1  | Espanha      | 174 | 24,9 |
| 2  | Letônia      | 170 | 24,3 |
| 3  | Sérvia       | 150 | 21,4 |
| 4  | França       | 150 | 21,0 |
| 5  | Grã Bretanha | 100 | 20,0 |
| 6  | Ucrânia      | 116 | 19,3 |
| 7  | Islândia     | 95  | 19,0 |
| 7  | Israel       | 95  | 19,0 |
| 7  | Polônia      | 95  | 19,0 |
| 10 | Grécia       | 131 | 18,7 |

### Seleção do EuroBasket 2017

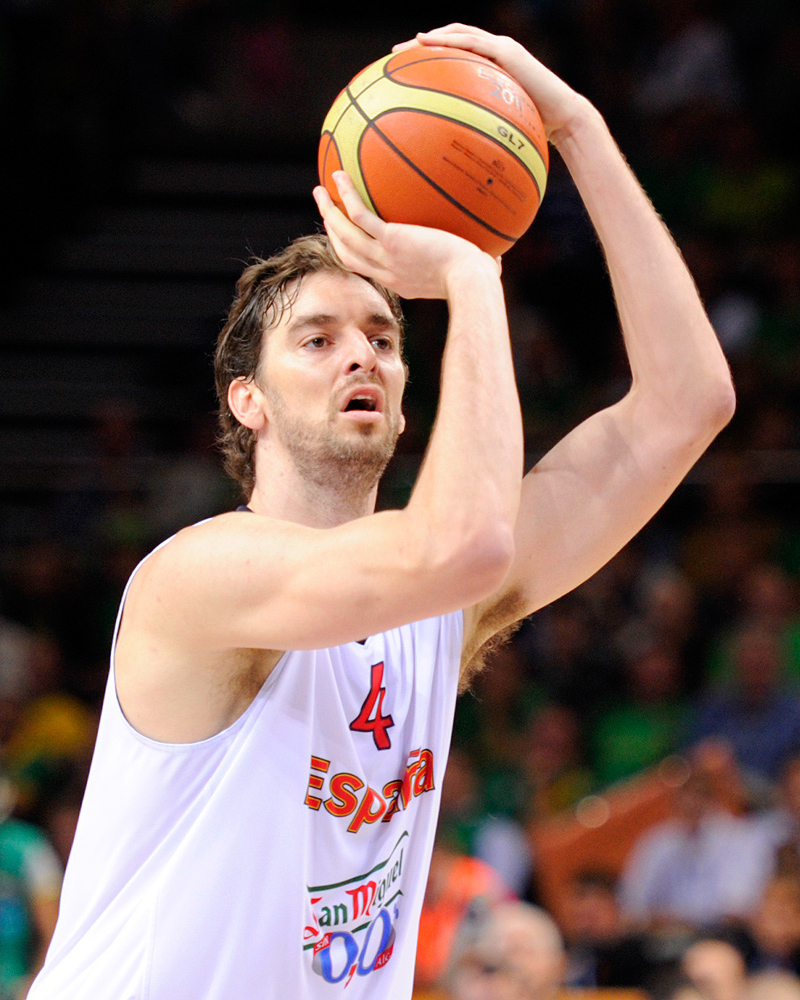
Pau Gasol (Espanha) [nota 1]
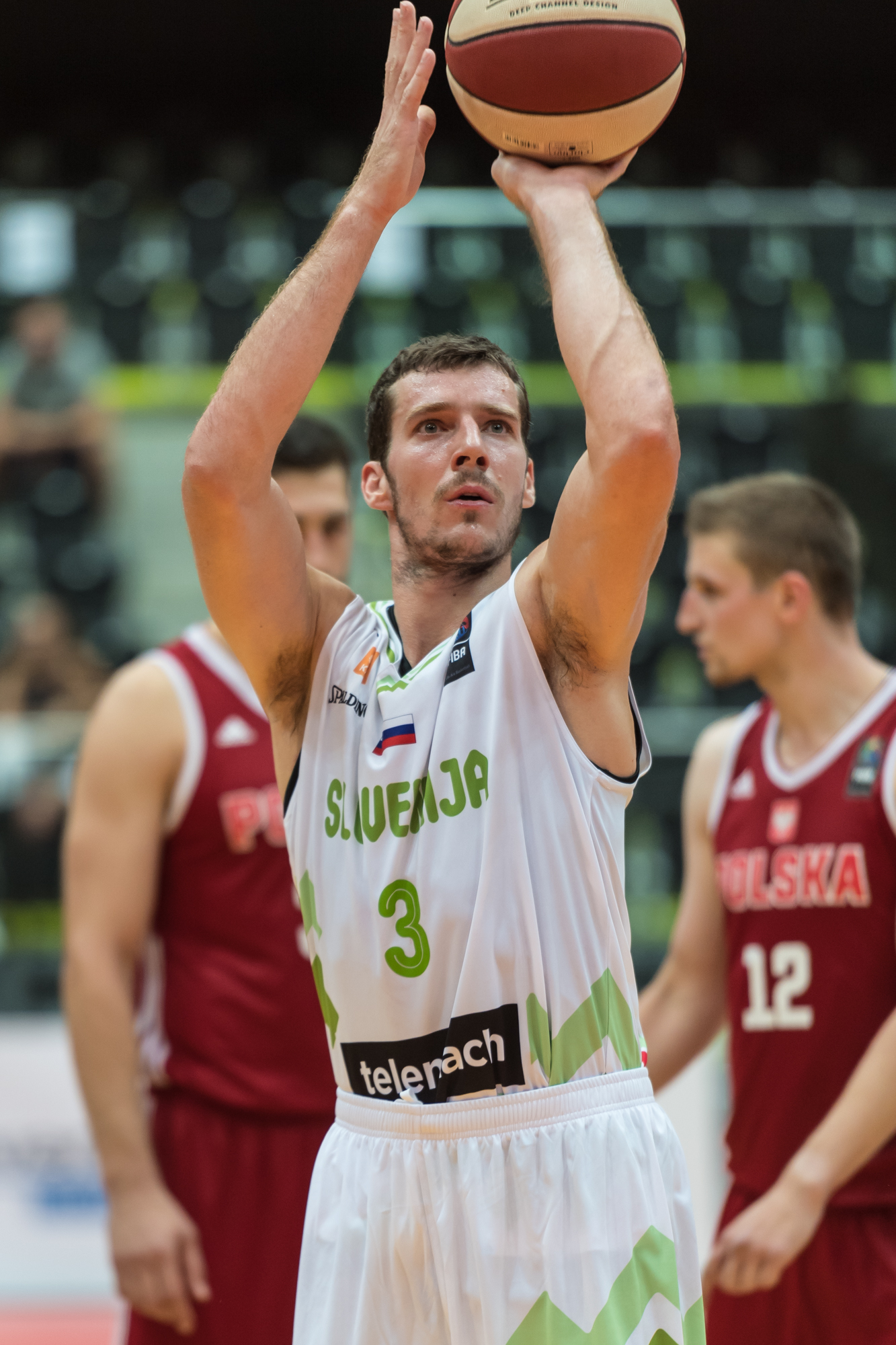
Goran Dragić MVP (Eslovênia)
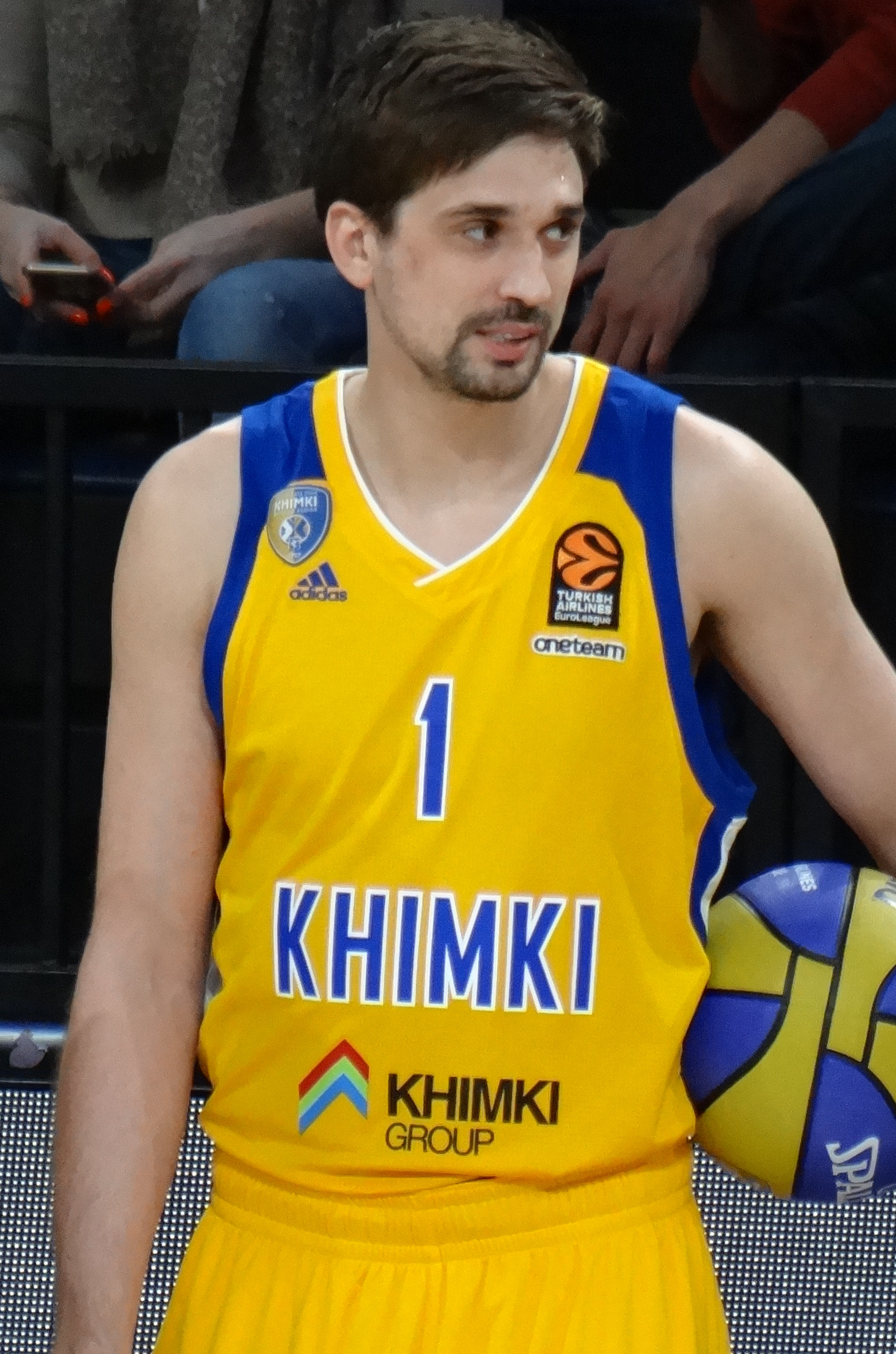
Alexey Shved (Rússia)
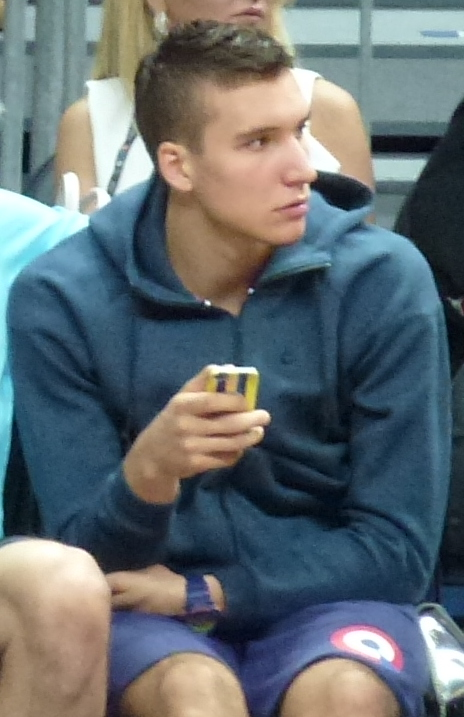
Bogdan Bogdanović (Sérvia)